# Aufzugsanlage

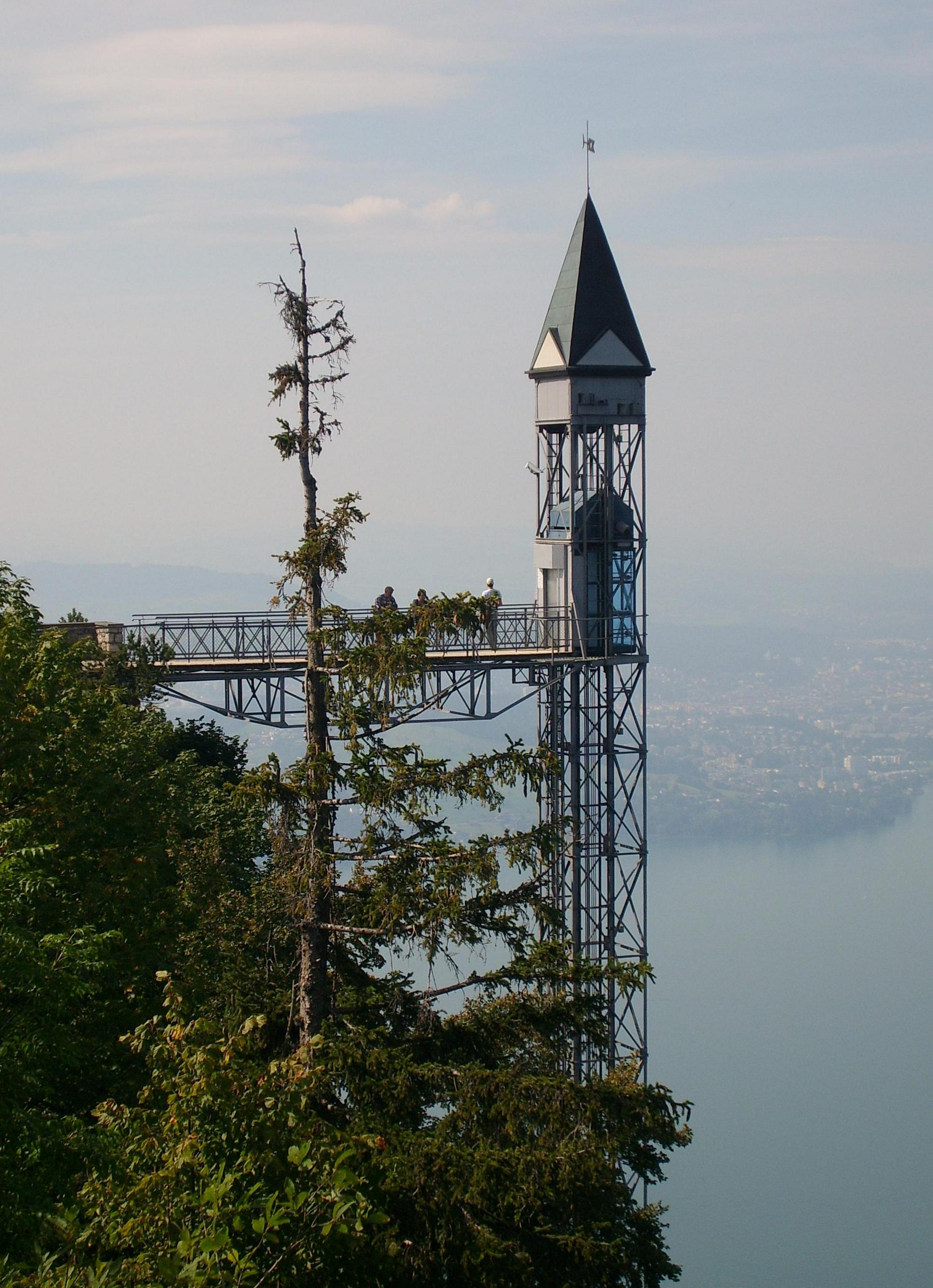
Hammetschwand-Lift, Außenaufzug am Bürgenstock, Schweiz

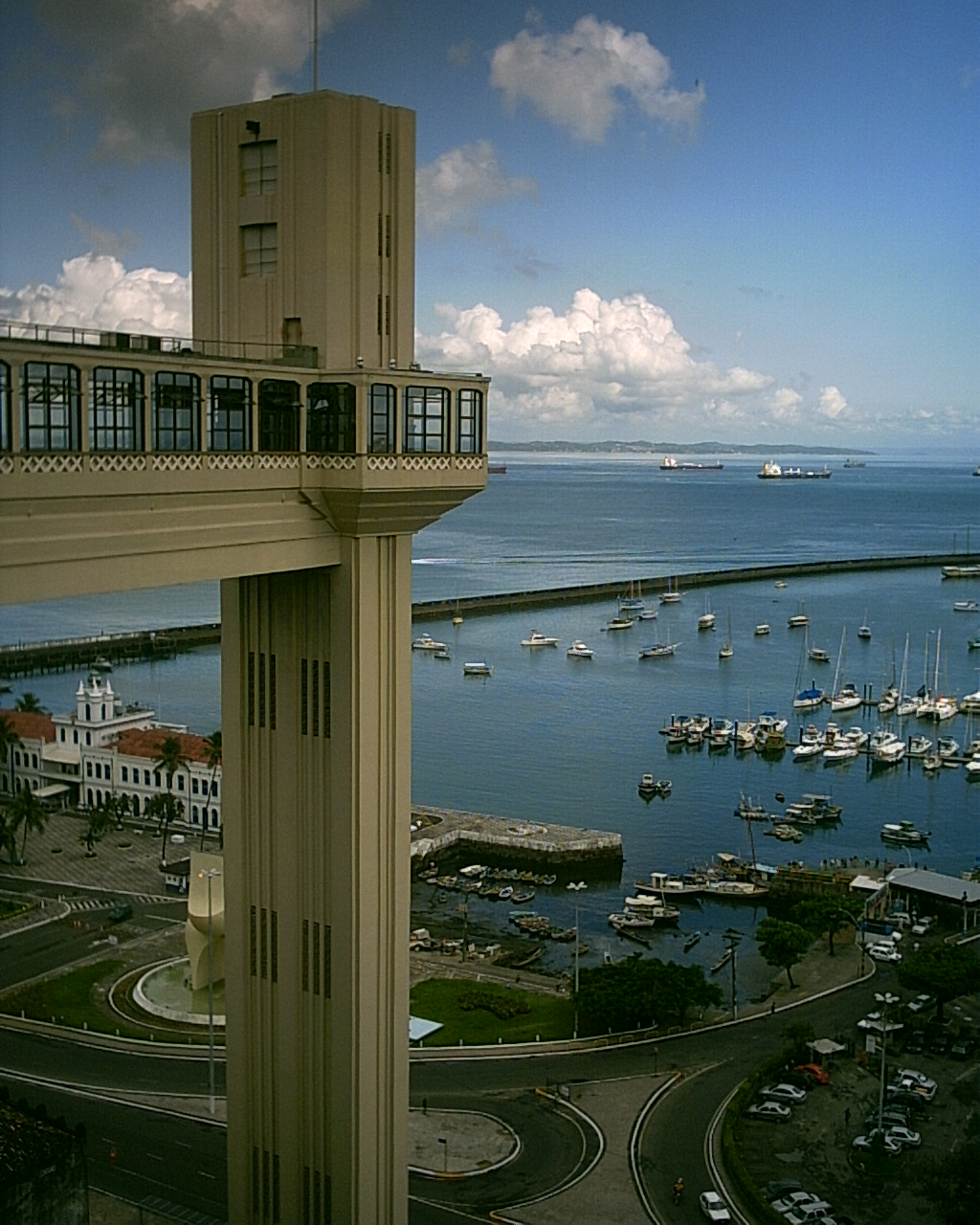
Elevador Lacerda, Salvador da Bahia

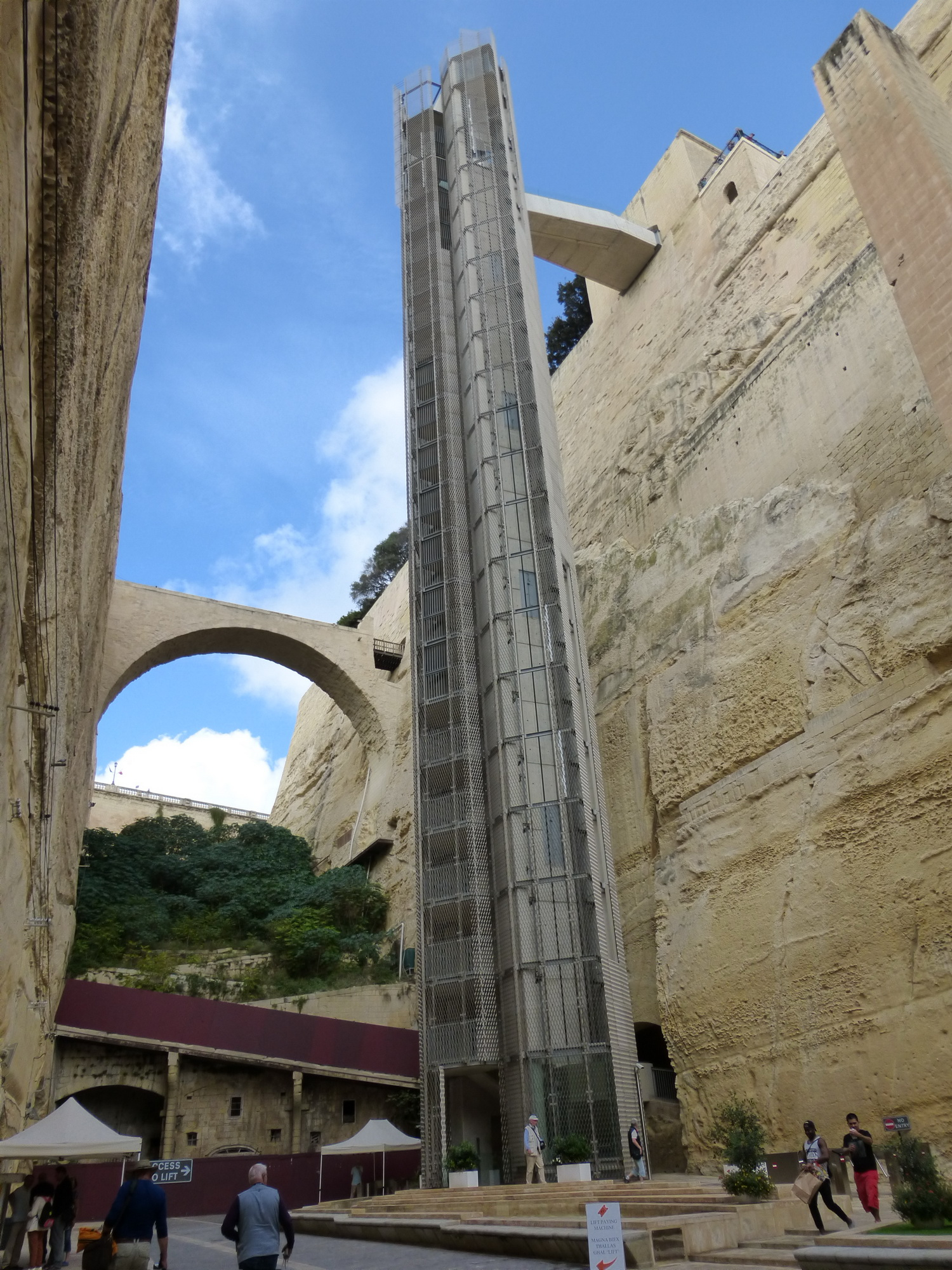
Aufzug zwischen dem Festungsgraben und den Upper Barrakka Gardens in Valletta auf Malta

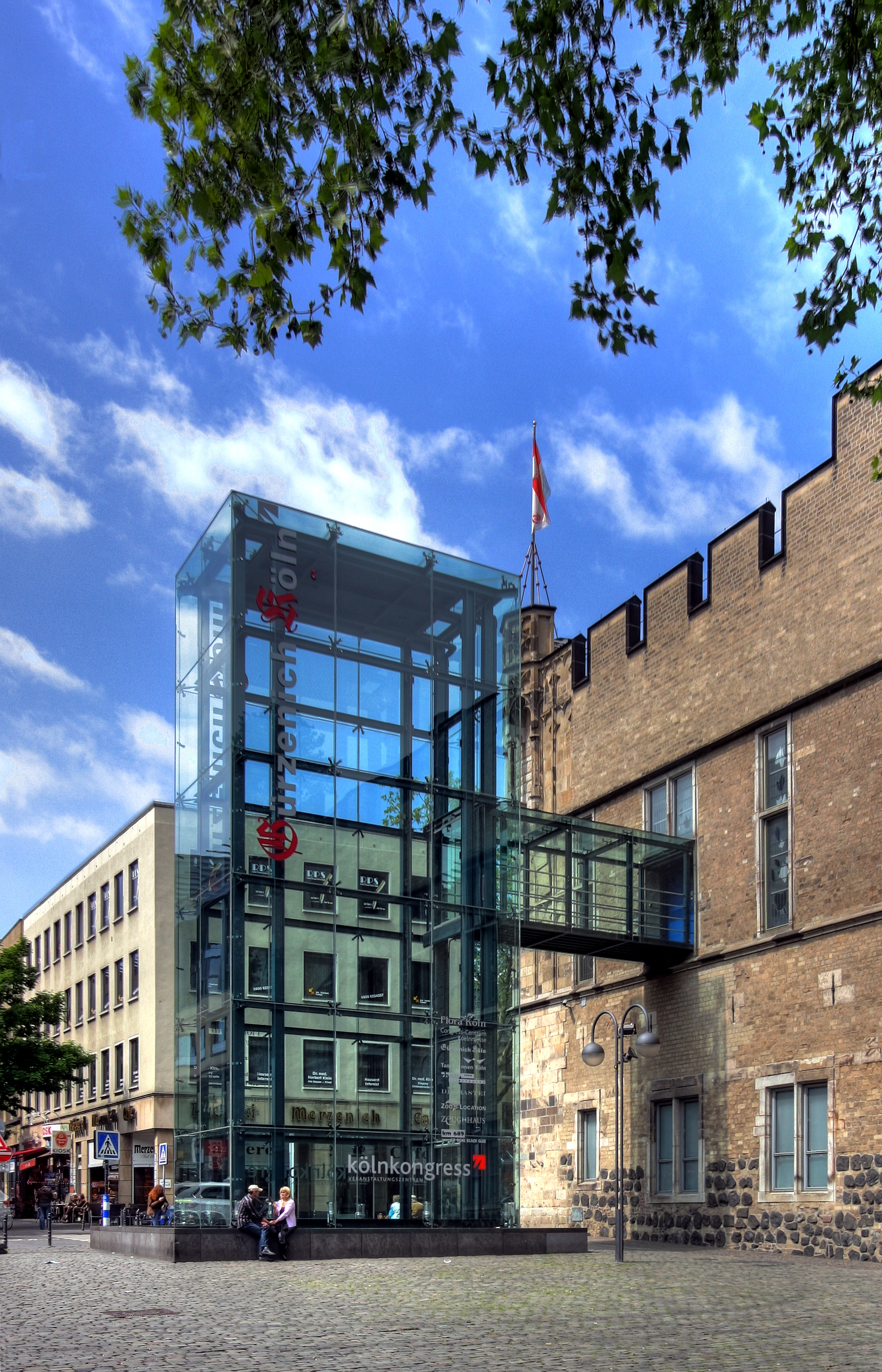
Gläserner Aufzug des Gürzenich in Köln

Eine Aufzugsanlage, kurz Aufzug oder Lift, veraltend auch Fahrstuhl genannt, ist eine Anlage, mit der Personen oder Lasten in einer beweglichen Kabine, einem Fahrkorb oder auf einer Plattform in vertikaler oder schräger Richtung zwischen zwei oder mehreren Ebenen transportiert werden können. Aufzugsanlagen – mit Ausnahme des Paternosteraufzugs – zählen in der Fördertechnik zu den unstetigen Förderanlagen.
Die eigentliche Definition für einen Aufzug ist:
- Förderhöhe mindestens 180 cm
- teilweise geführte Aufzugskabine
- mindestens zwei feste Zugangsstellen.

In der Richtlinie 2014/33/EU wird Aufzug definiert als
- ein Hebezeug, das zwischen festgelegten Ebenen mittels eines Lastträgers verkehrt, der sich an starren, gegenüber der Horizontalen um mehr als 15° geneigten Führungen entlang fortbewegt,

oder
- Hebeeinrichtungen, die sich nicht zwingend an starren Führungen entlang, jedoch in einer räumlich vollständig festgelegten Bahn bewegen.[1]

Der Begriff Personenlift dient zur Unterscheidung von besonderen Liften, mit denen keine Personen transportiert werden können oder dürfen, wie ein kleiner Speisenlift bzw. ein bloßer Lastenaufzug; oder aber einem besonders großen Bettenaufzug in einem Krankenhaus, in dem Bett samt Patient und Begleitern fahren können.

## Begriffsabgrenzung
- Das Wort Lift bezeichnet auch Anlagen, um Wintersportler schräg aufwärts zu befördern, siehe Skilift, Schlepplift und Sessellift.
- Ein Personentransportkorb an einem Kran ist kein Aufzug, da er die vorangestellten Anforderungen nicht erfüllt.
- Fahrtreppen (Rolltreppen) sind von Aufzügen dadurch abgegrenzt, dass sie nicht den Aufzugsrichtlinien, sondern der eigenen europäischen Richtlinie EN 115, Sicherheit von Fahrtreppen und Fahrsteigen, unterliegen und keine Aufzugskabine haben.
- Schachtförderanlagen sind prinzipiell den Aufzugsanlagen ähnlich, sie gelten technikhistorisch den Aufzugsanlagen als Vorbild und sind wie diese den unstetigen Förderanlagen zuzurechnen. Unterschiede zu Aufzugsanlagen bestehen in der Dimensionierung und Anordnung der wesentlichen Anlagenelemente. Schachtförderanlagen unterliegen nicht den aufzugs-, sondern den bergbaurechtlichen Vorschriften.
- Seilbahnen sind eine eigene Sparte von Beförderungsmittel und unterliegen den einschlägigen Seilbahngesetzen.
- Standseilbahnen sind eine Unterform der Seilbahnen und werden gelegentlich, wegen der Ähnlichkeit der Führung auf schiefer Ebene und nicht immer eindeutiger Unterscheidungsmöglichkeit, als Schrägaufzug bezeichnet.
- Eine Hebebühne besteht nur aus einer Plattform oder gar nur aus Hebearmen, um Waren für den Weitertransport auf ein anderes Niveau zu heben oder senken oder oft ein Kraftfahrzeug für Inspektion oder Service von unten zugänglich zu machen.
- Eine frei vor der Fassade eines Gebäudes verlaufende Lasthebevorrichtung mit Seilzug wird auch Lotteranlage genannt.
- Ladebordwand
- Badewannenlift

## Geschichte

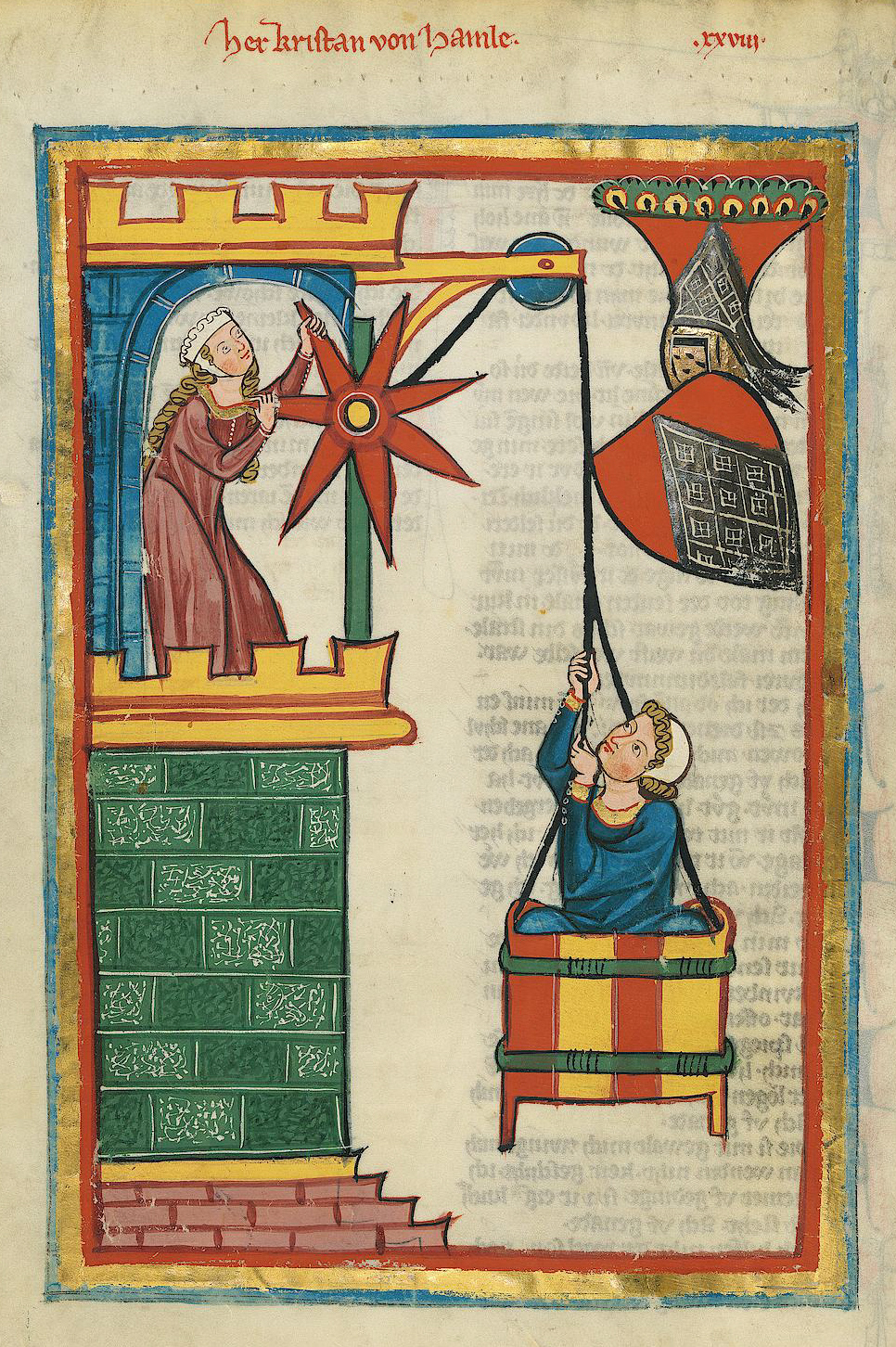
Darstellung einer Seilwinde als Aufzug im Codex Manesse (um 1305 bis 1315)

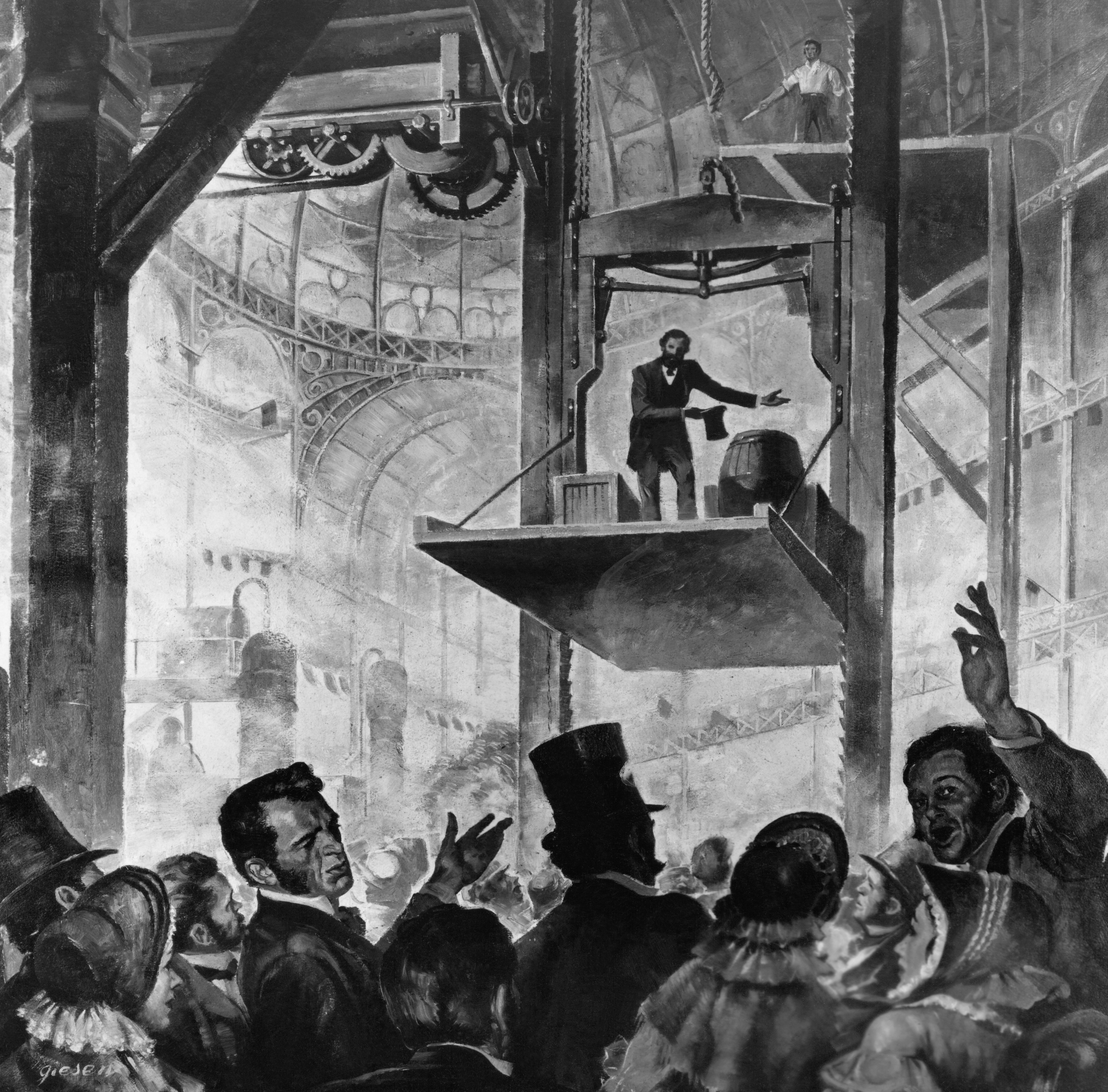
Elisha Otis demonstriert sein Sicherheitssystem am Crystal Palace, 1853.

### Vorindustrielle Ära

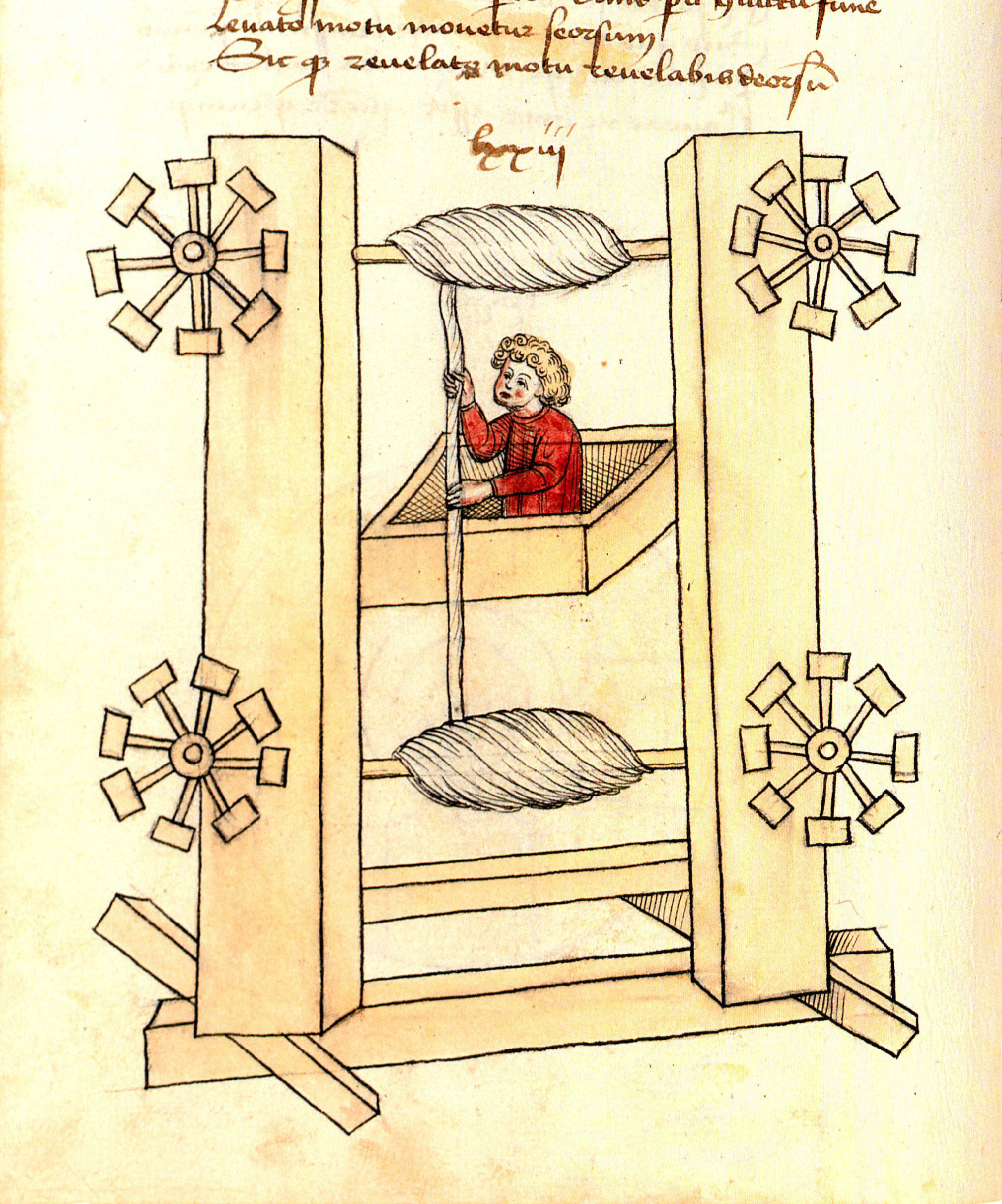
Prinzipskizze von Konrad Kyeser, 1405

Der früheste bekannte Hinweis auf einen Aufzug findet sich in den Werken des römischen Architekten Vitruv, der berichtete, dass Archimedes (ca. 287 v. Chr. – ca. 212 v. Chr.) seinen ersten Aufzug wahrscheinlich 236 v. Chr. baute. Einige Quellen aus späteren historischen Perioden erwähnen Aufzüge als Kabinen an einem Hanfseil, die von Hand oder durch Tiere angetrieben werden. Im Jahr 1000 beschreibt ein Buch von al-Muradi die Verwendung einer aufzugsähnlichen Hebevorrichtung, um einen großen Rammbock anzuheben, mit dem eine Festung zerstört werden sollte.
Ludwig XV. ließ 1743 für eine seiner Mätressen im Château de Versailles einen so genannten „fliegenden Stuhl“ bauen. In antiken und mittelalterlichen Aufzügen wurden Antriebssysteme auf der Basis von Hebezeugen oder Ankerwinden verwendet. Die Erfindung eines auf dem Schneckenantrieb basierenden Systems war vielleicht der wichtigste Schritt in der Aufzugstechnik seit der Antike, der zur Schaffung moderner Personenaufzüge führte. Der erste Aufzug mit Schneckenantrieb wurde von Iwan Kulibin gebaut und 1793 im Winterpalast installiert, obwohl es möglicherweise einen früheren Entwurf von Leonardo da Vinci gab. Einige Jahre später wurde ein weiterer von Kulibins Aufzügen im Palast von Archangelskoje bei Moskau installiert.

### Industrielles Zeitalter
Die Entwicklung von Aufzügen wurde von der Notwendigkeit geleitet, Rohstoffe wie Kohle und Bauholz von Hängen zu transportieren. Die von diesen Industrien entwickelte Technologie und die Einführung der Stahlträgerkonstruktion wirkten zusammen, um die heute verwendeten Personen- und Lastenaufzüge bereitzustellen. Ausgehend von den Kohlebergwerken wurden Mitte des 19. Jahrhunderts Aufzüge mit Dampfkraft betrieben und zur Beförderung von Massengütern in Bergwerken und Fabriken eingesetzt. Diese dampfbetriebenen Geräte wurden bald für die verschiedensten Zwecke eingesetzt – 1823 errichteten und betrieben zwei in London tätige Architekten, Burton und Hormer, eine neuartige Touristenattraktion, die sie den „Aufstiegsraum“ nannten. Er erhob zahlende Kunden im Zentrum Londons auf eine beträchtliche Höhe und ermöglichte ihnen einen Panoramablick über die Innenstadt. Kleine Warenlifte wurden schon früh benutzt, um Waren aus der Küche in die Speisesäle zu transportieren. Erst später wurden auch Personenlifte gebaut. Den ältesten Personenaufzug in Mitteleuropa ließ Maria Theresia 1766 in der Kapuzinergruft einbauen.
Maßgebend für den Durchbruch war die Erfindung des absturzsicheren Aufzugs im Jahre 1853 durch den US-Amerikaner und Gründer der Otis Elevator Company, Elisha Graves Otis. Bei einer Demonstration vor großem Publikum während der Weltausstellung in New York befand sich Otis in einem Aufzug und ließ von einem Assistenten dessen einziges Tragseil durchschneiden. Der Aufzug bremste sich von selbst, und die Sicherheit war damit eindrucksvoll vorgeführt. Das von Otis bereits 1852 entwickelte Sicherheitssystem setzte sich aus einer Sägezahnratsche und einer Stahlfeder zusammen. Bricht das Hebekabel oder reißt das Seil, verliert die Feder ihre Spannung, die Sägezahnratsche wird aktiviert und der Aufzug angehalten. Diese Erfindung wurde im Jahre 1861 patentiert. Vor dieser Erfindung wurden Aufzüge vorwiegend zum Warentransport benutzt. Sie galten als zu gefährlich, um in Mehrfamilienhäusern Menschen zu transportieren. Der erste kommerzielle Aufzug mit dem Sicherheitssystem von Otis wurde 1857 in einem Kaufhaus am Broadway 488 in New York City installiert. Mit der nun geschaffenen Möglichkeit, sichere Personenaufzüge einzusetzen, begann der Siegeszug der Wolkenkratzer, deren obere Stockwerke erst durch Aufzüge bequem zu erreichen waren. Um 1891 beginnend wurde der Leonardsatz (Ward-Leonard-Umformer) des US-amerikanischen Elektroingenieurs Harry Ward Leonard insbesondere auch in industriellen Aufzugeinrichtungen zur Drehzahlsteuerung eingesetzt. Diese Art der Motorensteuerung wurde erst mit der Einführung des Thyristors verdrängt.
In Europa setzten sich Aufzüge erst in den 1870er Jahren durch, nachdem auf der Weltausstellung 1867 in Paris erstmals ein Hydraulikaufzug präsentiert worden war. 1880 wurde von Werner von Siemens der erste elektrische Aufzug in Mannheim vorgestellt. Der Erfinder Alexander Miles entwickelte 1887 einen Mechanismus zum automatischen Schließen von Aufzugstüren und meldete seine Erfindung im gleichen Jahr zum Patent an. Die Otis Elevator Company lieferte 1903 die ersten getriebelosen Aufzüge für das Beaver Building in New York und das Majestic Building in Chicago.
In der Folge änderte sich die architektonische Gestaltung großer Wohn- und Bürokomplexe. Galten zuvor mehr als vier Etagen als geradezu gesundheitsgefährdend, konnte nun mit dem Aufzug nahezu unbegrenzt in die Höhe gebaut und die oberen Etagen dennoch bequem erreicht werden. Die Wertigkeit der verschiedenen Ebenen kehrte sich ebenfalls um: „Der Aufzug beendet die Ära der Bel Etage und begründet die des Penthouse“ (Andreas Bernard).
Die früher verbreitete offene Gitterbauweise der Kabine in einem ebenfalls offenen Schacht, meistens in der Mitte einer diesen umgebenden Treppe, wird aus Sicherheitsgründen heute nicht mehr erbaut. Dennoch sind derartige Anlagen außerhalb Deutschlands, auch in Europa, noch in Betrieb, wobei gegebenenfalls die alte offene Kabine durch eine neue geschlossene im alten Schacht ersetzt wurde. In größeren Gebäuden, wie Ministerien oder Firmen, wurden die für die Geschäftsleitung oder für höhere Beamte reservierten Aufzugsanlagen spöttisch und umgangssprachlich auch als Bonzenheber bezeichnet.
Das erste Aufzugmuseum wurde 1986 in Mannheim-Seckenheim gegründet.

## Bauarten und Bauformen

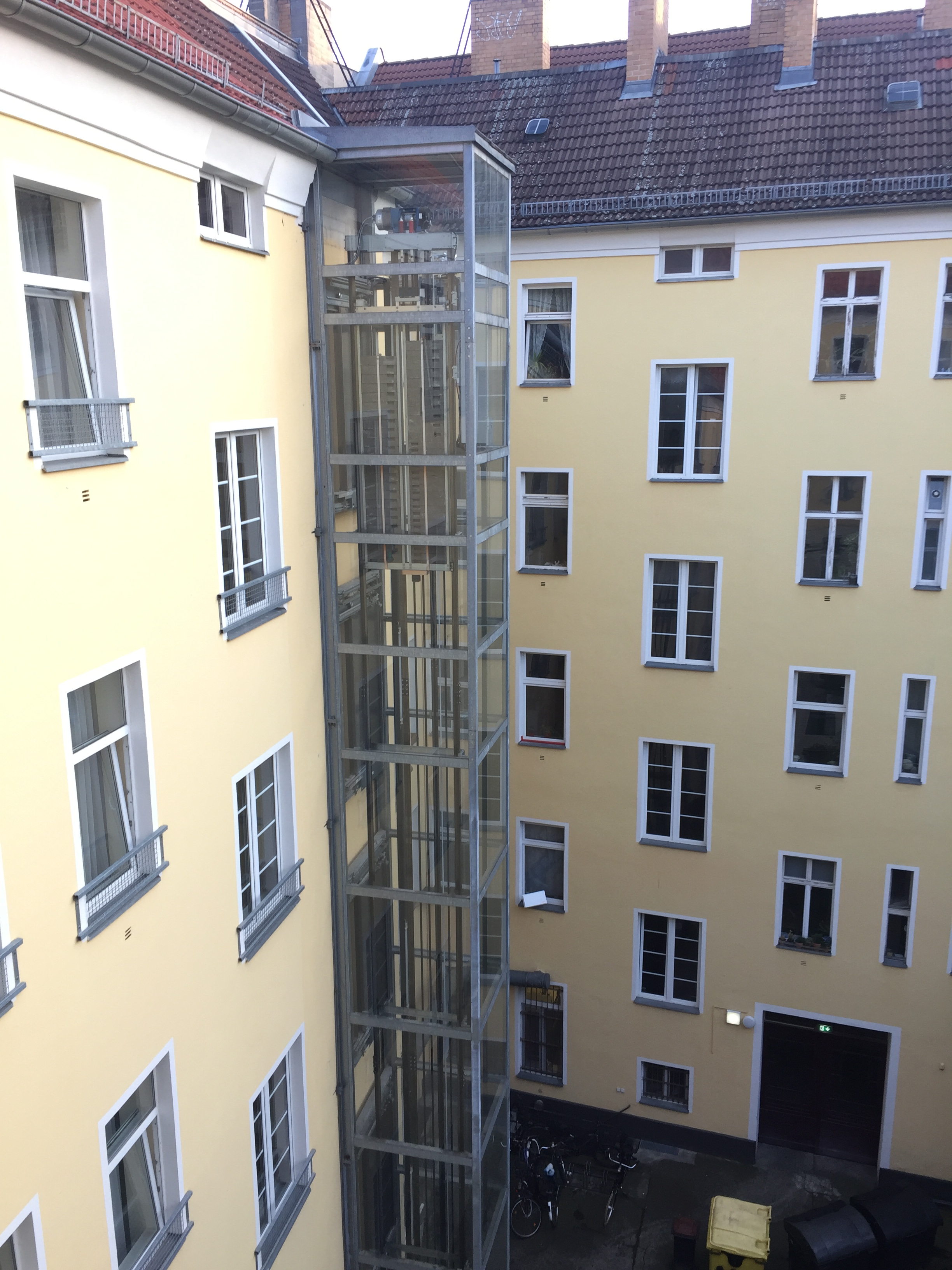
Nachträglich an einem Altbau angesetzter Personenaufzug

Abhängig von Bauart, Anlageform und Verwendungszweck können Aufzugsanlagen unterteilt werden:

### Nach Verwendungszweck

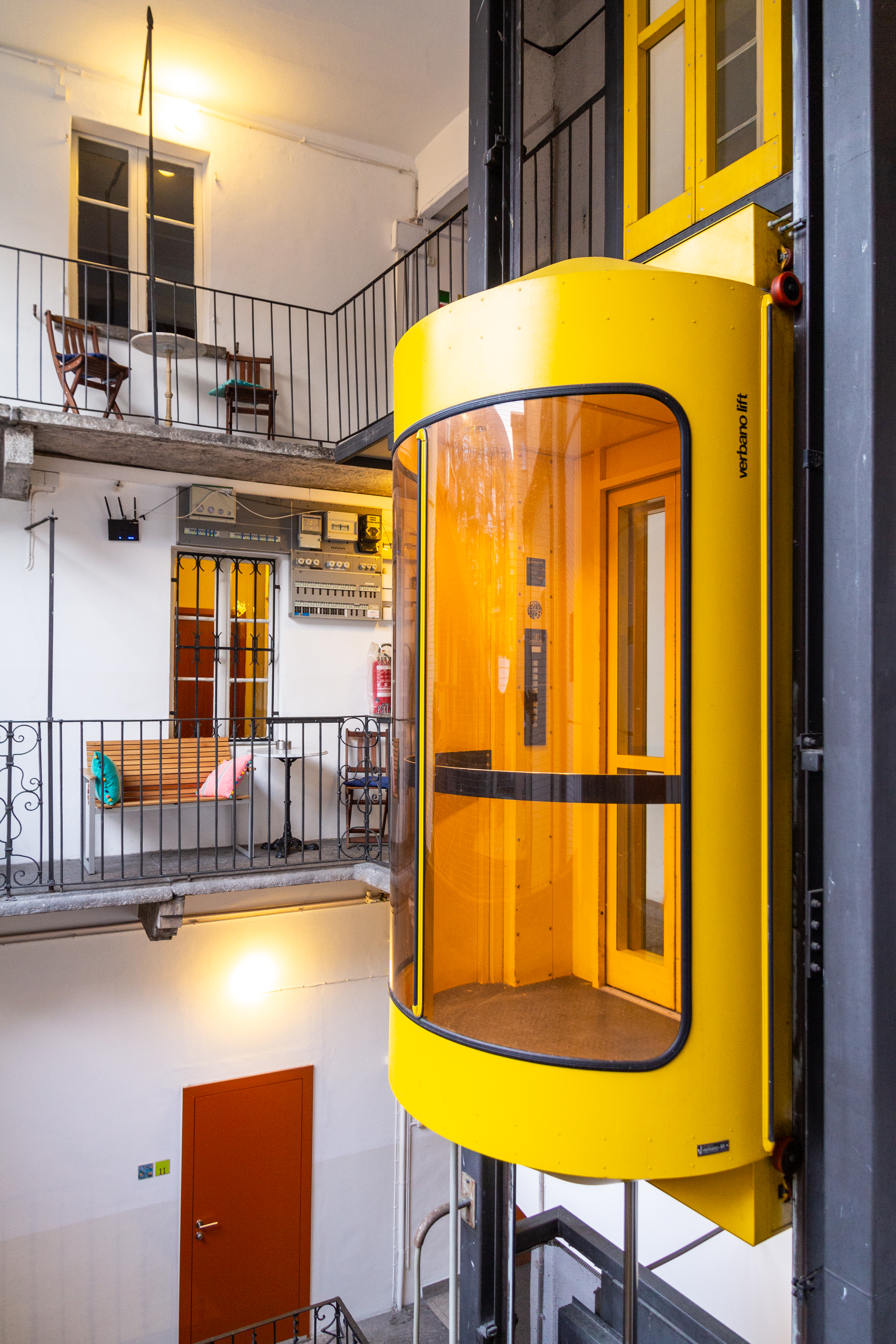
Kleiner Personenaufzug in einem Innenhof in Locarno

#### Personenaufzug
Der Personenaufzug dient hauptsächlich der Beförderung von Personen und ist für die Barrierefreiheit unverzichtbar. Er ist die am häufigsten zum Einsatz kommende Aufzugsart. Es gibt Drahtseilaufzüge, aber auch Hydraulikaufzüge. Eine Sonderform sind ganze Räume, die das Stockwerk wechseln können. Einer der ersten war in den 1920er Jahren das Büro von Tomáš Baťa. Es maß 6 m × 6 m, und er konnte damit in jedes der 17 Stockwerke der Firmenzentrale von Baťa (Baťův mrakodrap) fahren.

##### Behindertenaufzug
Behindertenaufzüge bis zu drei Meter Förderhöhe und einer maximalen Geschwindigkeit von 0,15 Meter pro Sekunde fallen nicht unter das Aufzugsrecht EN81. Diese Aufzüge sind „in Gebäude eingebaute Maschinen“. Die Sicherheit wird durch die MRL 2006/42 festgelegt. Die Anforderungen für die Größe der Plattformen und Bedienbarkeit sind in der DIN 18040 beschrieben (Barrierefreiheit). Für Privatpersonen und Privathäuser ohne Vermietung entfallen die wiederkehrenden Prüfungen nach BetrSichV §§ v15 – 16 durch eine Technische Prüforganisation.

#### Lastenaufzug

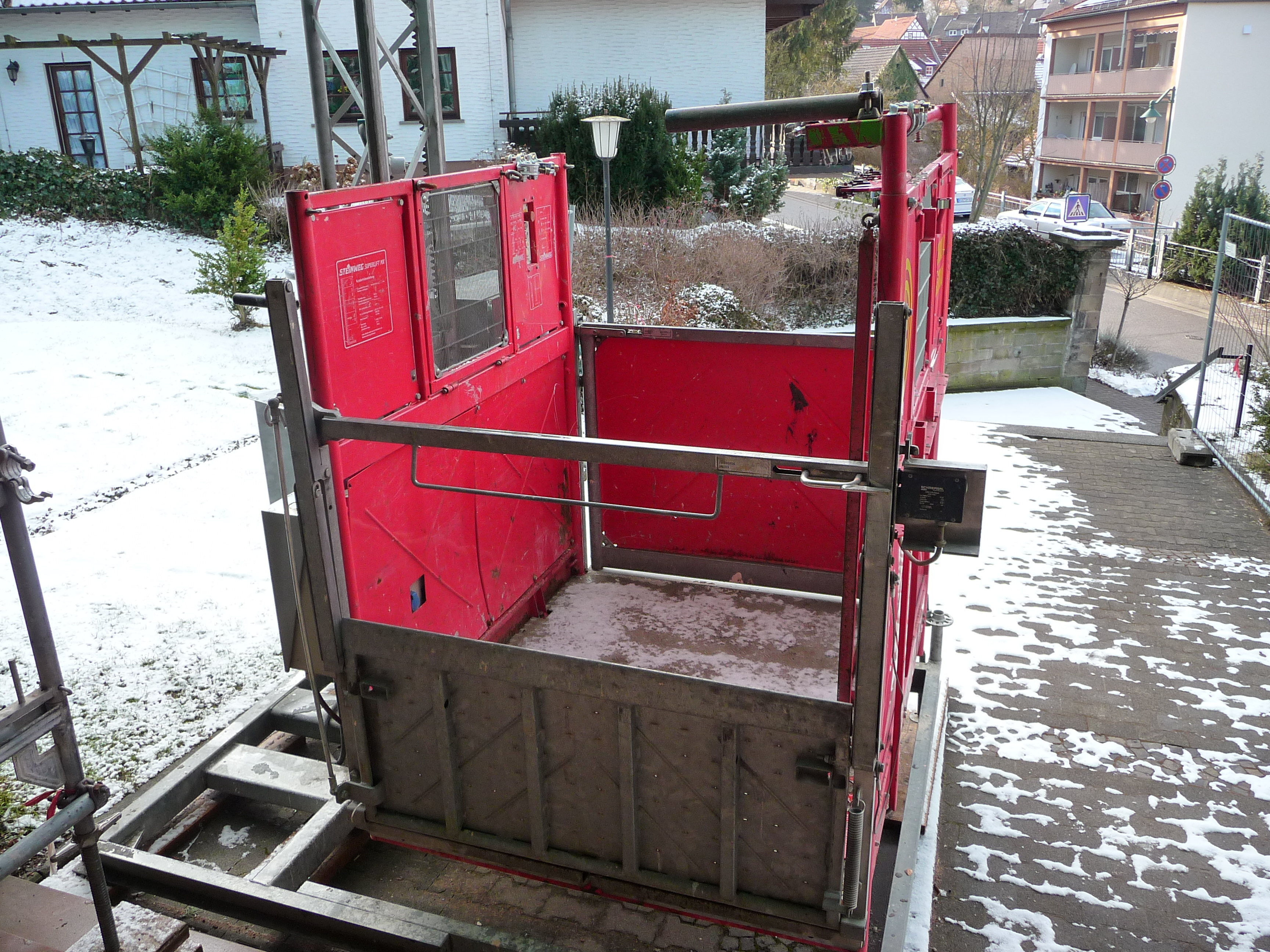
Baustellenaufzug mit offener Kabine, die sich selbsttätig entlang der vertikalen 3-Punkt-Traverse auf ihrer linken Seite aufwärts bewegt. Der Antrieb erfolgt über die am hinteren Steg der Traverse sichtbaren Zahnstange. Eingesetzt bei der Renovierung der Außenfassade der katholischen Kirche in Kusel

Ein Lastenaufzug ist eine Aufzugsanlage zum vorrangigen Transport von Lasten und gegebenenfalls Begleitpersonen. Die Nutzung ist nur dem Betreiber der Aufzugsanlage sowie dessen Beschäftigten erlaubt.
Für Lastenaufzüge gab es auf Anregung der Industrie vereinfachte Ausführungen hinsichtlich der Bauweise. Industriebauten sind häufig nicht frei zugängliche Einrichtungen mit einem festen Personenkreis, der regelmäßig geschult wird. So durfte in der Vergangenheit auf die Fahrkorbtüren verzichtet werden. Nach Unfällen mit teilweise tödlichem Ausgang mussten die Lastenaufzüge oftmals mit Sicherungsvorrichtungen wie einem Lichtvorhang nachgerüstet werden. Neue Lastenaufzüge benötigen nach EN 81 grundsätzlich Kabinenabschlusstüren.
Hebebühnen und Hubtische sind senkrecht verfahrende Plattformen, die typischerweise von unten angehoben werden und über keine Kabine oder Aufzugsschacht verfügen. Je nach Mechanismus beträgt die Hubhöhe wenige Zentimeter bis etliche Meter.

##### Güteraufzug

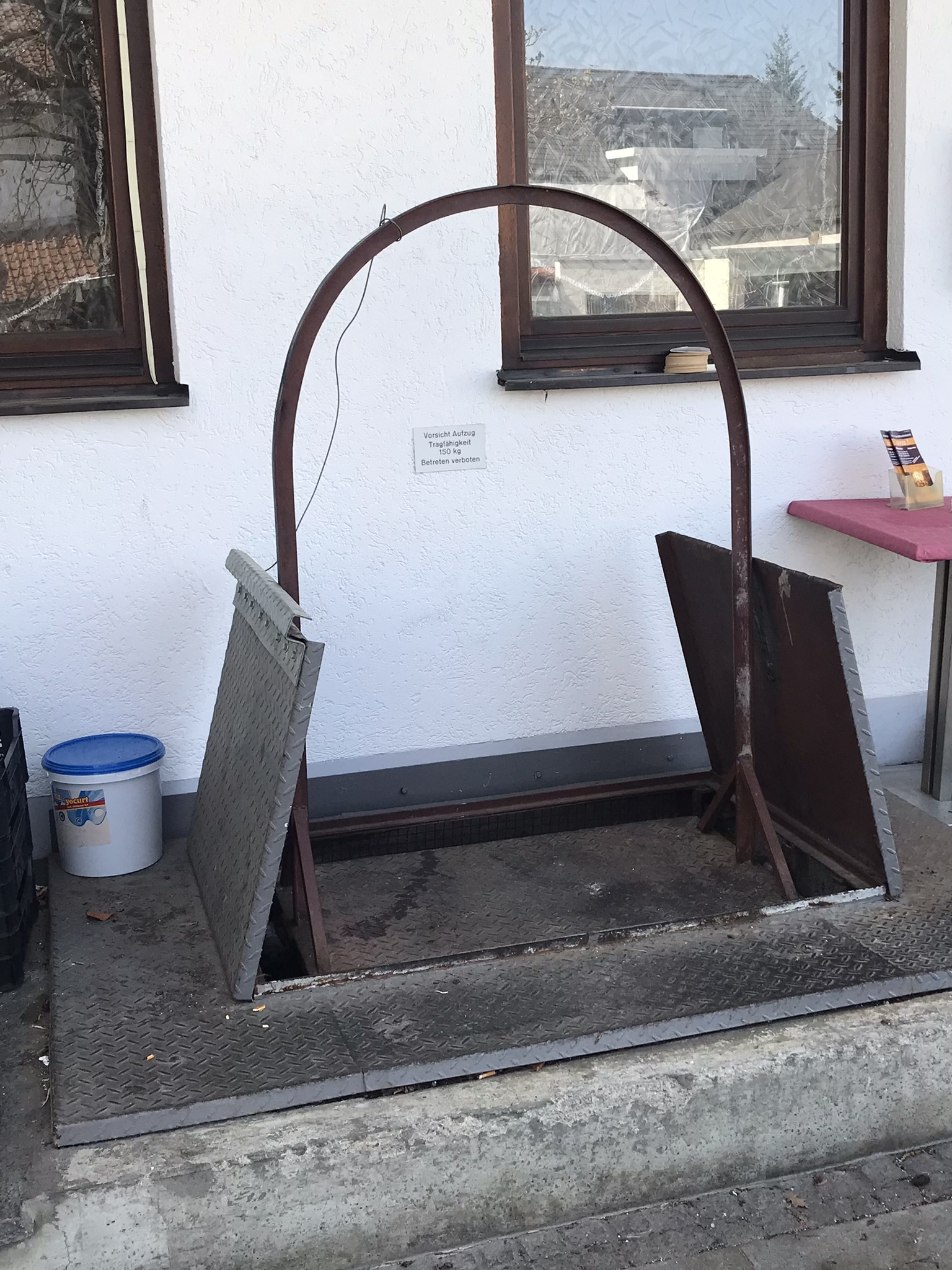
Güteraufzug mit öffnender Deckklappe

Ein Güteraufzug ist nach der bisherigen deutschen Aufzugsverordnung eine Aufzugsanlage, die ausschließlich zum Transport von Gütern gedacht ist. Das Betreten – außer zum Be- und Entladen – sowie die Mitfahrt sind in der Regel verboten. Das Bedientableau bewegt sich nicht mit Kabine bzw. Plattform, da der Aufzug von außen gesteuert wird. Nur in speziell dafür ausgerüsteten Güteraufzügen kann eingewiesenes Personal mitfahren.
Sonderformen der Güteraufzüge sind Kleinlastenaufzüge, wie sie in Bürogebäuden zum Aktentransport oder als Laborlifte zur Anwendung kommen, sowie Speise- und Wäscheaufzüge in Villen oder Restaurationsbetrieben. Häufig im Straßenbild anzutreffen sind Möbellifte, die für den Transport von Mobiliar bei Umzügen, vorzugsweise aus höheren Etagen, Anwendung finden.
Eine temporär und häufig frei vor der Fassade von Gebäuden eingesetzte Sonderform ist der Baustellenaufzug.

##### Autoaufzug

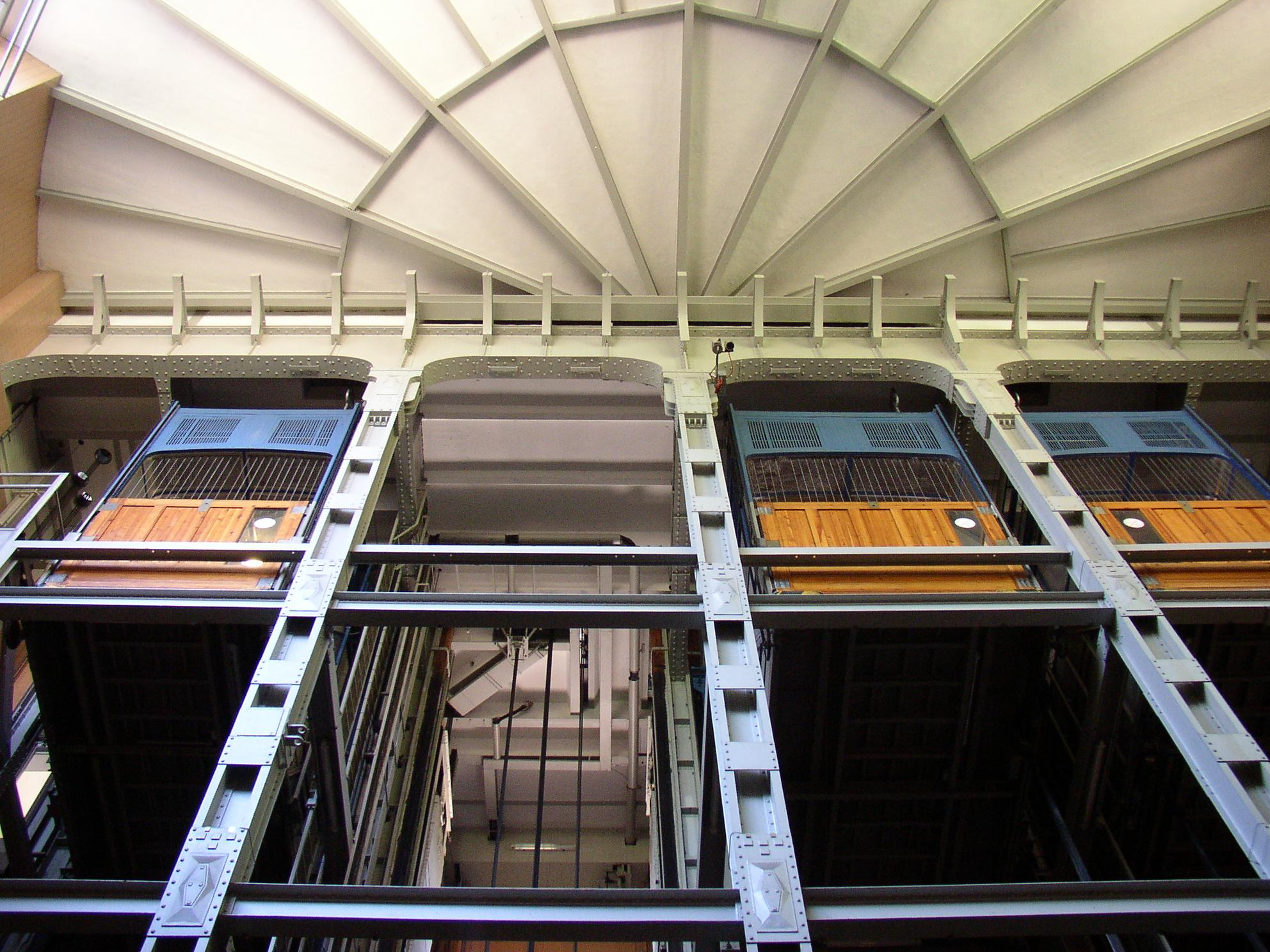
Autoaufzüge im Alten Elbtunnel in Hamburg-Steinwerder

Autoaufzüge sind speziell für die Beförderung von Kfz, besonders von Personenkraftfahrzeugen, ausgelegt. Sie unterliegen neben den üblichen Vorschriften besonderen Regeln, was den Einbau und den Betrieb der Anlagen betrifft. So werden sie mit einer Tragkraft ab 2000 kg ausgelegt.
Im Shanghai World Financial Center wurde zur Versorgung der Ausstellungshalle im 94. Stockwerk in 423 Metern Höhe mit Autos und anderen Lasten ein Autoaufzug eingebaut. Er ist für eine Traglast von 3 Tonnen ausgelegt und erreicht die Ausstellungshalle in rund zwei Minuten. Es dürfte sich dabei um den zurzeit längsten Autoaufzug und das höchstgelegene mit einem Autoaufzug erreichbare Stockwerk der Welt handeln.
Mit Fördertechnik automatisierte Hoch- und Tiefgaragen manipulieren unbesetzte Pkw ab und bis Übergabe in einer durchfahrbaren Kabine durch vertikales und horizontales Verfahren samt Palette, etwa in Graz Sackstraße/Kaiser-Franz-Josef-Kai und Rondo, Hans-Resel-Gasse.
Die Österreichische Nationalbank hat die Zufahrt zum Kellergeschoss für Geldtransport-Lkw durch einen Lift organisiert, dessen mit Satteldach ausgestattete Kabine im dem Gebäude vorgelagerten Park hinter Zaun und Hecken an die Oberfläche taucht.

##### Baustellenaufzug

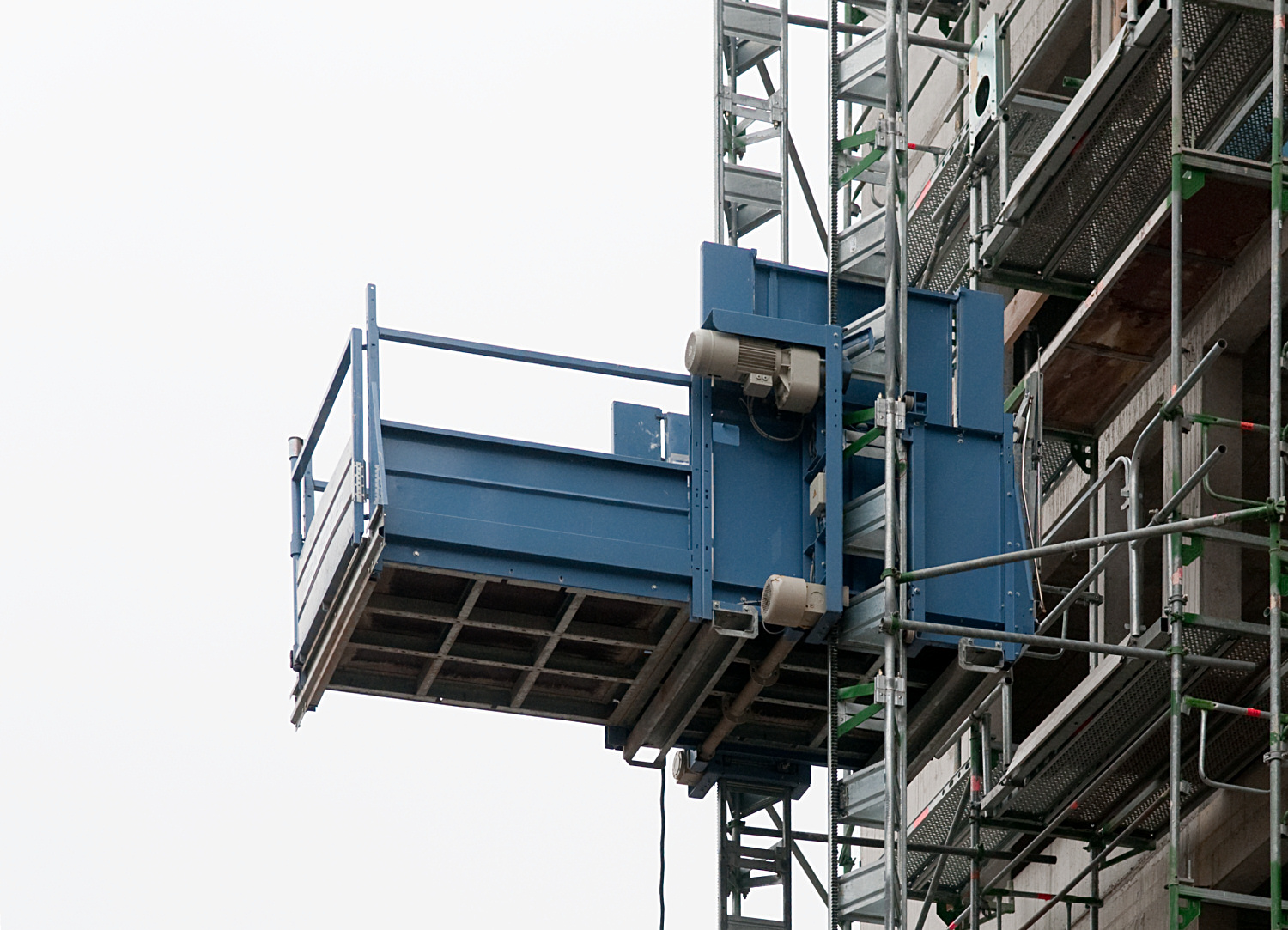
Baustellenaufzug

Ein Baustellenaufzug ist eine Form einer Aufzugsanlage, die an hohen Gebäuden zum Transport von Personen und Lasten während der Bauphase installiert wird.
Bis um 1970 wurden Baugerüste aus langen Holzleitern manuell aufgebaut und mit Seilen verbunden. Bis heute werden Materialien in kleinen Mengen einfach durch Seilzug nach oben gehoben. Die Koordination des Zugs erfolgt durch Zuruf, auf Sicht und eventuell unterstützt durch eine farbliche Markierung am Seil. Ein Kreuzbügel oder Gehäuse, das die Rollenrille oben etwa 150° weit umschließt, und ein Knoten am freien Seilende sichern die Last, typischerweise ein Kübel Farbe, Putz oder ein Paket Wärmedämmplatten.
Motorisierte Winden für Stahlseile von etwa 4–6 mm Durchmesser sitzen meist oben am Gerüst an einem Schwenkarm oder mit Rollen an einer durch eine Gebäudeöffnung reichenden Schiene. So kann die Winde samt hochgezogener Last in das Gebäudeinnere verfahren werden. Typische Lasten sind 4 Baukübel am kronenartigen Hakengestell oder eine Scheibtruhe, also bis zu 100 oder 200 kg. Um das steifere Stahlseil gut auf- und abzuwickeln, verlangt dieses nach einer Mindestzugkraft, etwa durch ein Mindestballastgewicht am Haken. Gesteuert wird der Elektromotor der Winde durch Schalter an einem kurzen Kabel, eventuell an einer schräg nach unten abstehenden Stange, die auch zum händischen Verfahren dient.
Schrägaufzüge, deren zerlegbare Schiene im Leiterwinkel von 75° zur Horizontalen an die Dachtraufe herangeführt wird und nach einem Knick weiter auf die beliebig schräge Dachfläche läuft, erschließen mit einer Stützstrebe insbesondere das Dach bis zu etwa 5-stöckiger Häuser. 4 in C-Profilen zwangsgeführte Rollen führen einen Wagen mit schienenparallel flacher Ladefläche samt rechtwinklig abstehender Auflagefläche. Typisches Ladegut ist ein Stapel flach geschichteter Dachziegel oder hochkant aufgestellter Platten. Ein Kübel muss mit einem festsitzenden Deckel verschlossen sein. Der Zug erfolgt per Stahlseil, das mit Rollen zumindest am Schienenknick geführt und am oberen Schienenende umgelenkt wird. Die Winde sitzt bodennah.
Seit zumindest 1970 gibt es Bauaufzüge in Form einer schwenkbaren Plattform mit niedrigem Geländer, die seilgezogen einen nahe der Fassade stehenden und mit dieser verbundenen Gittermast entlang fährt. Die halbovale Ladefläche kann 2–3 Scheibtruhen aufnehmen, wird mit ihrer geraden Einfahrtsseite je nach Betriebsweise schon bodennah oder erst in Zielhöhe zur Fassade hin geschwenkt und in der Höhe arretiert. Via Rampe, umgeklappter Bordwand oder aufgelegtem Schalbrett wird angedockt und durch eine Gebäudeöffnung entladen. Das etwa 1 cm starke Seil wird über eine Umlenkrolle an der Mastspitze geführt und per Elektromotor nur einlagig auf eine Trommel (d=20 cm, L=60 cm) unten aufgewickelt. Frühe Typen konnten die – meist leere – Hinabfahrt über eine Bandbremse an der Trommel rein handhebelgebremst abwickeln. Personenmitfahrt ist aus Sicherheitsgründen verboten. Der 5 m hohe Basismast wird samt Plattform mithilfe einer Zahnstangenstrebe und Handkurbel auf seiner Lafette umgeklappt, 4 Schraubstützen werden eingezogen und eine Anhängeöse an Lafette oder Mastende an einen Lkw gekuppelt, um ihn als einachsigen Anhänger zu ziehen.
Viele Baustellenaufzüge funktionieren seit den 1980er Jahren nach dem Zahnstangen-Ritzel-Prinzip. Dies bedeutet, dass meist an Gittermasten, welche übereinander geschraubt werden, die Zahnstangen befestigt sind. An diesen Zahnstangen werden die Aufzugskabinen, meist mit Hilfe von Elektromotoren, über Ritzel angetrieben. Sie werden deshalb auch als Kletter-Aufzüge bezeichnet. Die Fördergeschwindigkeiten sind sehr unterschiedlich. Je nach Transportkapazität und Förderhöhe liegen sie im Allgemeinen zwischen 24 und 100 m pro Minute.
Aufzüge in dieser Ausführung dürfen nur von speziell eingewiesenen Personen genutzt werden, da sich diese im Störungsfalle selber aus der Kabine befreien müssen.
Die Tragfähigkeit von Baustellenaufzügen beginnt bei ca. 100 kg und geht in Sonderfällen bis zu 10.000 kg, wobei die Antriebsausführung des/der Elektromotors/Elektromotoren mit unterstützenden Maßnahmen versehen wird (Hydraulikunterstützung/Frequenzumformer), um insbesondere die hohen Anlaufströme während des Anfahrens mit hoher Last zu vermindern.
Förderhöhen von mindestens 75 m Höhe sind die Regel, Höhen bis zu 450 m Höhe sind mit speziellen Gittermasten erreichbar. Bei Baustellenaufzügen unterscheidet man auch zwischen einer Einzelfahrkorbanlage und einer Doppelfahrkorbanlage. Dies gibt die Anzahl der Fahrkörbe an, welche an einem Mast hochfahren können. Bei Doppelfahrkorbanlagen werden an zwei gegenüberliegenden Seiten der Gittermasten Zahnstangen angebracht. Diese ermöglichen das unabhängige Fahren eines jeden Fahrkorbes. Meist wird diese Variante zur Kostenersparnis bei höheren Gebäuden genutzt, da nur ein Gittermast vorgehalten und von einem Aufzugsmonteur montiert werden muss. Beispiele finden sich bei Enka, Moskau City Projekt und dem Messeturm Frankfurt.
Daneben sind – vor allem bei Dachdeckern – Schrägaufzüge zum Materialtransport in Verwendung, aus denen sich auch die Möbelaufzüge entwickeln. Sie sind schnell und ohne größere Befestigungsmaßnahmen temporär aufstellbar und für Lasten von bis zu 500 kg vorgesehen.
Zur Arbeit an der stark gegliederten Fassaden an der Kirche der Barmherzigen Brüder in Graz, Annenstraße, verwendete ein Restaurator einen minimalistischen Aufzug, der im Wesentlichen aus einem Schalensitz aus Blech mit einem Motor besteht, der vom Daraufsitzenden gesteuert ein fingerdickes Kunststoffseil hinauf und hinunter klettert, das an einer hohen Stelle des Bauwerks befestigt ist.

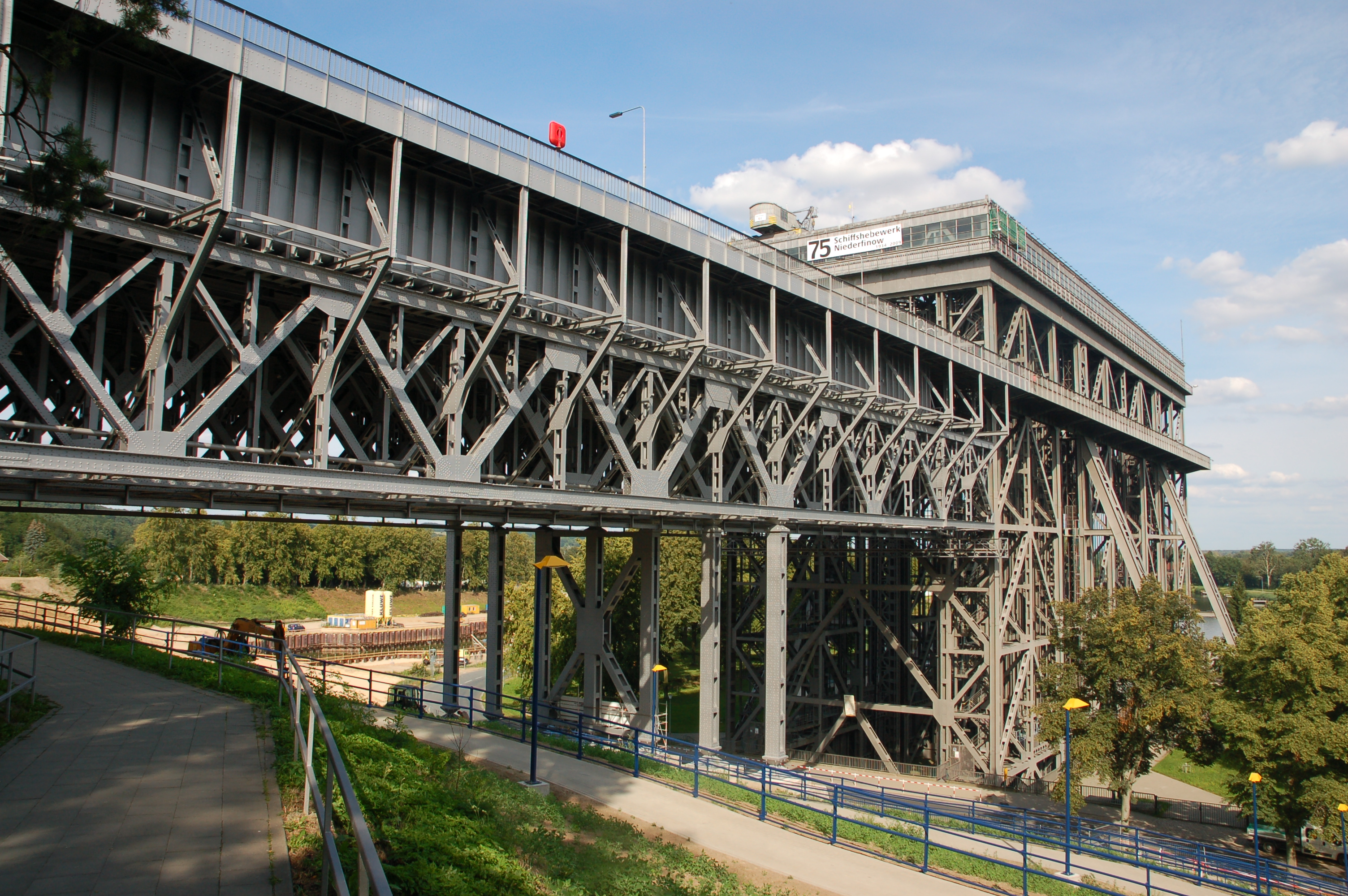
Schiffshebewerk Niederfinow

##### Sonderform Schiffshebewerk
Eine Sonderform stellt ein Schiffshebewerk in Querförderung und in Vertikaler Förderung dar, wo das Schiffshebewerk wie ein Senkrecht- oder Schrägaufzug funktioniert. Der Wassertrog erfüllt dabei die Funktion der Kabine.

### Nach Kabinensystem

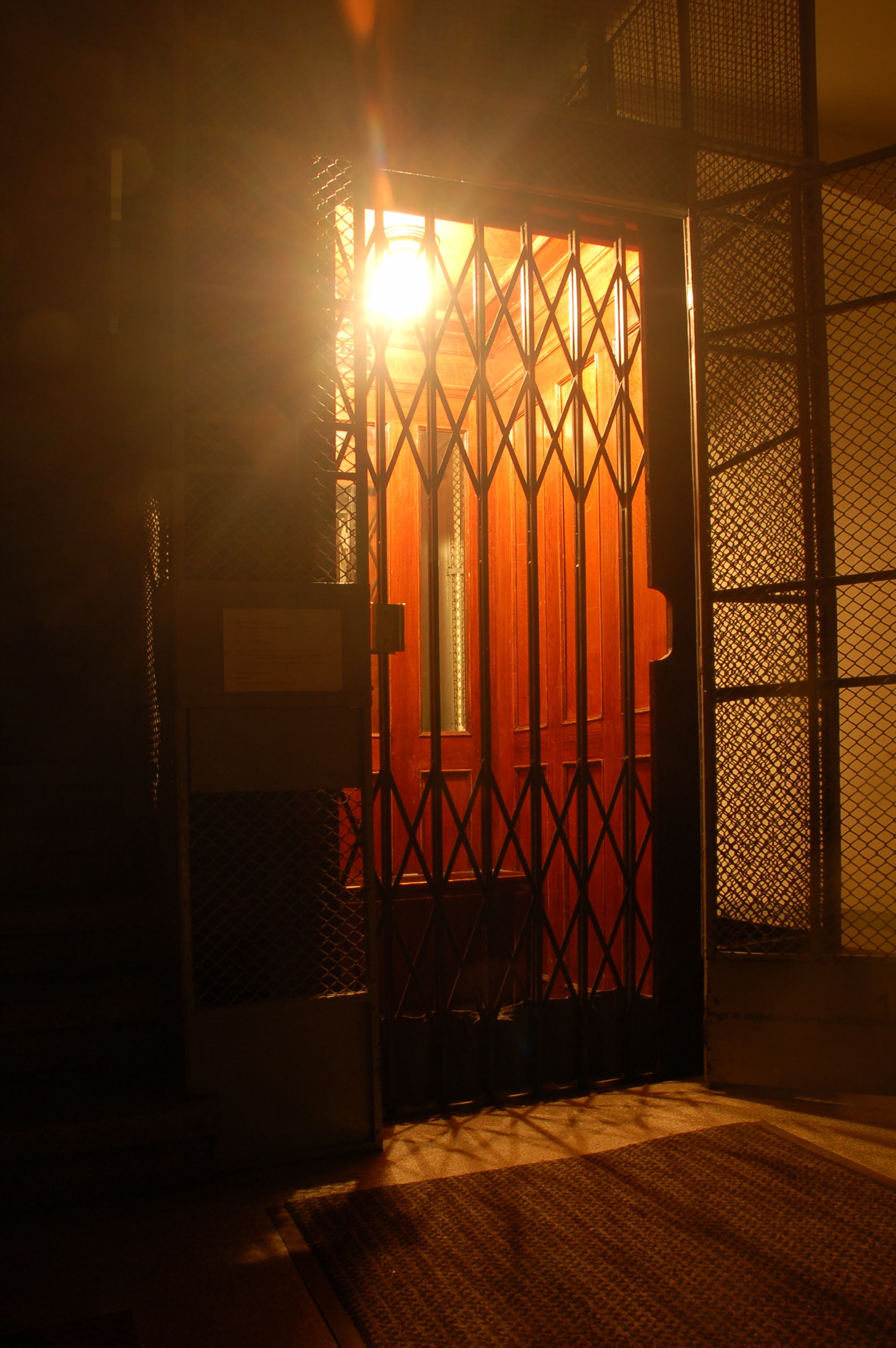
Aufzug aus den 1920er Jahren in Helsinki

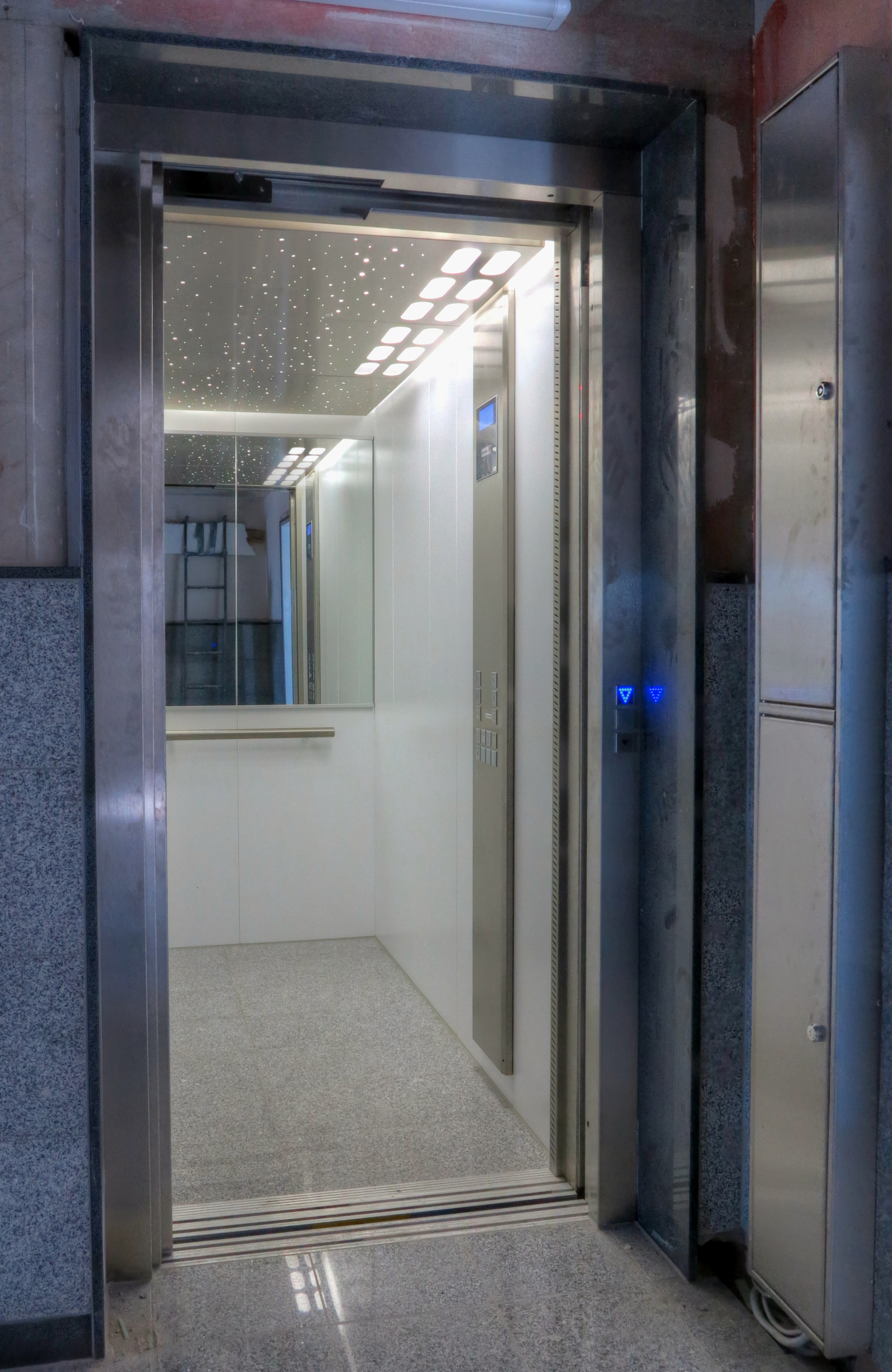
Eingang eines modernen Personenaufzugs

#### Einkabinenaufzüge
Aufzüge mit einer Kabine für eine Etage sind seit jeher und immer noch Standard.
Die immer höheren Gebäude bedingen jedoch zur raschen Grob- und Feinverteilung von Personen und Lasten immer komplexere Aufzugssysteme im einzelnen Schacht. Kabinen mit mehr als einer Tür werden Durchlader genannt. Sie ermöglichen das Ein- und Aussteigen in unterschiedliche Richtungen und machen so die Raumaufteilung in den Stockwerken flexibler. Vor allem erleichtern Durchlader die Benutzung für Rollstuhlfahrer, Benutzer mit Kinderwagen oder Fahrrad, weshalb Durchlader häufig an Stationen des öffentlichen Verkehrs eingesetzt werden. Bei Durchladern, die auf einer Ebene auf beiden Seiten die Türen öffnen, kann außerdem der Passagierwechsel beschleunigt werden.

#### Doppelstockaufzüge
Doppelstockaufzüge – auch: Doppeldeckeraufzüge und Doppeldeckaufzüge (die drei Begriffe kommen gleichermaßen zur Anwendung) – haben zwei fest miteinander verbundene Kabinen und fahren damit zwei Stockwerke gleichzeitig an. Dabei ist eine flexible Steuerung möglich, aber auch eine paarweise Gruppierung, so dass einer der Aufzüge die ungeraden, ein anderer die geraden Stockwerke anfährt. An Halten mit hohem Fahrgastaufkommen wie Eingangshallen oder Sky-Lobbys werden die vom Aufzug gleichzeitig angefahrenen Stockwerke über Rolltreppen erschlossen, die beide Decks des Aufzugs zugänglich machen.
Um den Einsatz von Doppelstockaufzügen in Gebäuden mit unterschiedlichen Stockwerkshöhen zu ermöglichen, gibt es Konstruktionen, bei denen die beiden Kabinen über Schraubenspindeltriebe oder über scherenähnliche Verbindungsglieder verbunden sind. Die Steuerung passt während der Fahrt den Kabinenabstand dem jeweiligen Etagenabstand der beiden angefahrenen Stockwerke an.
Doppelstockaufzüge kommen immer öfter in hohen Gebäuden zum Einsatz. Beispiele:
- Eine der ältesten und bekanntesten Doppeldeckeranlagen sind seit ihrer Eröffnung im Jahr 1889 die Doppelstockaufzüge in den Pfeilern des Eiffelturms.
- Im Burj Khalifa, dem zurzeit (Anfang 2010) höchsten Bauwerk der Welt, wurden ebenfalls Doppelstockaufzüge mit einer Geschwindigkeit von zehn Metern pro Sekunde eingebaut.[15]
- Im Shanghai World Financial Center wurden als Gemeinschaftsauftrag der Firmen Otis Elevator Company und ThyssenKrupp Elevator 32 Doppeldeckeraufzüge als Hochgeschwindigkeitsaufzüge untergebracht. Mit einer Tragkraft von je 2.000 Kilogramm und einer Spitzengeschwindigkeit von zehn Metern pro Sekunde (36 km/h) bedienen sie die Sky Lobby in 240 Metern Höhe. Damit waren diese Anlagen bis 2010 die schnellsten Doppeldeckeraufzüge der Welt.[16]
- Im Taipei 101 versorgen sie die Besucherplattformen im 89. bis 91. Stockwerk.[17]

Auch auf Schiffen kommen vereinzelt Doppelstockaufzüge zum Einsatz, wie zum Beispiel auf den Eisenbahnfähren der Railship AG, wo zur raschen Verteilung der Eisenbahnwaggons doppelstöckige Lastenaufzüge zum Einsatz kamen (Railship I und II) und kommen (Railship III). Dort gibt es nur zwei Endpositionen und ein direkter Transport von Ebene 1 zur Ebene 3 ist nicht vorgesehen.
Theoretisch sind nach diesem Prinzip Anlagen auch mit drei oder mehr fest miteinander verbundenen Kabinen denkbar.

#### Mehrkabinenaufzüge (Twin-System)
Seit 2003 gibt es von ThyssenKrupp AG Aufzüge in ansonsten konventioneller Treibscheibentechnik, bei denen zwei Kabinen im selben Schacht verkehren. Die untere Kabine wird dabei von Tragseilen, die seitlich an der oberen Kabine vorbeilaufen, getragen. Durch eine Zielauswahlsteuerung sind dem Leitrechner Start und Ziel jeder Fahrt schon vor Fahrtbeginn bekannt; Kollisionen werden in der Steuerung ausgeschlossen. Im Vergleich zu zwei Aufzugsanlagen übereinander im selben Schacht hat das System den Vorteil, dass es keine starre Grenze gibt, die von den Kabinen nicht überquert werden kann. Durch das Ausweichen der Kabinen in eine vertiefte Schachtgrube bzw. erhöhten Schachtkopf ist es möglich, dass beide Kabinen alle Stockwerke anfahren können. Hierdurch soll eine Zeitersparnis von 65 % erreicht werden.
Theoretisch sind nach diesem Prinzip Anlagen auch mit drei oder mehr Kabinen in einem Schacht denkbar.

#### Mehrkabinenumlaufaufzüge (Multi-System)
Seit 2017 gibt es von ThyssenKrupp AG Aufzüge, bei denen mehrere Kabinen im selben Schachtsystem verkehren. Das Multi-System ist ein seilloses Aufzugsystem, bei dem die Kabinen sich sowohl horizontal als auch vertikal bewegen können.

### Nach Bewegungsrichtung

#### Senkrechtaufzüge
Die Standardbewegungsrichtung von Aufzugsanlagen, wie sie in Bauwerken aller Art zu finden sind, ist in Lotrichtung (vertikal).

#### Schrägaufzüge
Oftmals finden sich in Bauwerken Aufzugsanlagen, bei denen die Kabinen eine zur Vertikalen geneigte Wegstrecke zurücklegen müssen. Manchmal kommen bei solchen Anlagen Kombinationen aus geneigter, vertikaler und Führung in Bogenform zur Anwendung. Eine der bekanntesten Anlagen von Schrägaufzügen dieser Art sind Doppelstockaufzüge in den Pfeilern des Eiffelturms.
Die europäischen Normen verwenden den Begriff Schrägaufzug nur für Aufzüge, deren Führungsschienen eine Neigung zwischen 15° und 75° aufweisen (europäische Norm für Schrägaufzüge – EN 81-22). Demgegenüber gilt die Aufzugsrichtlinie (Richtlinie 95/16/EG des Europäischen Parlaments und des Rates vom 29. Juni 1995 zur Angleichung der Rechtsvorschriften der Mitgliedstaaten über Aufzüge) für alle Anlagen mit Neigung über 15°, ohne die Schrägaufzüge speziell abzugrenzen.
Welchem Rechtserlass Schrägaufzüge unterliegen, ergibt sich nicht aus ihrer Bauform, sondern aus ihrem Zweck:
- Aufzüge, die Gebäude und Bauten dauerhaft bedienen, unterstehen der Aufzugsrichtlinie;
- Schrägaufzüge, die dem Personentransport (außerhalb von Gebäuden, Bauten, Baustellen, Bergwerken oder militärischen Einrichtungen) dienen, unterstehen der Seilbahnrichtlinie;
- Aufzüge für andere Zwecke, insbesondere wenn sie nicht dem Personentransport dienen, unterstehen oft der Maschinenrichtlinie oder aber spezifischen Regelungen für die betreffende Sparte.

Eine weitere Sonderform eines Personenschrägaufzugs sind die Treppenlifte zur Überwindung von Stiegen zu erwähnen. Sie werden als Plattform- oder Hängelifte zur Rollstuhlbeförderung oder als Sitz- und Stehlifte ausgeführt.

#### Kombination: vertikal und horizontal fahrende Aufzüge

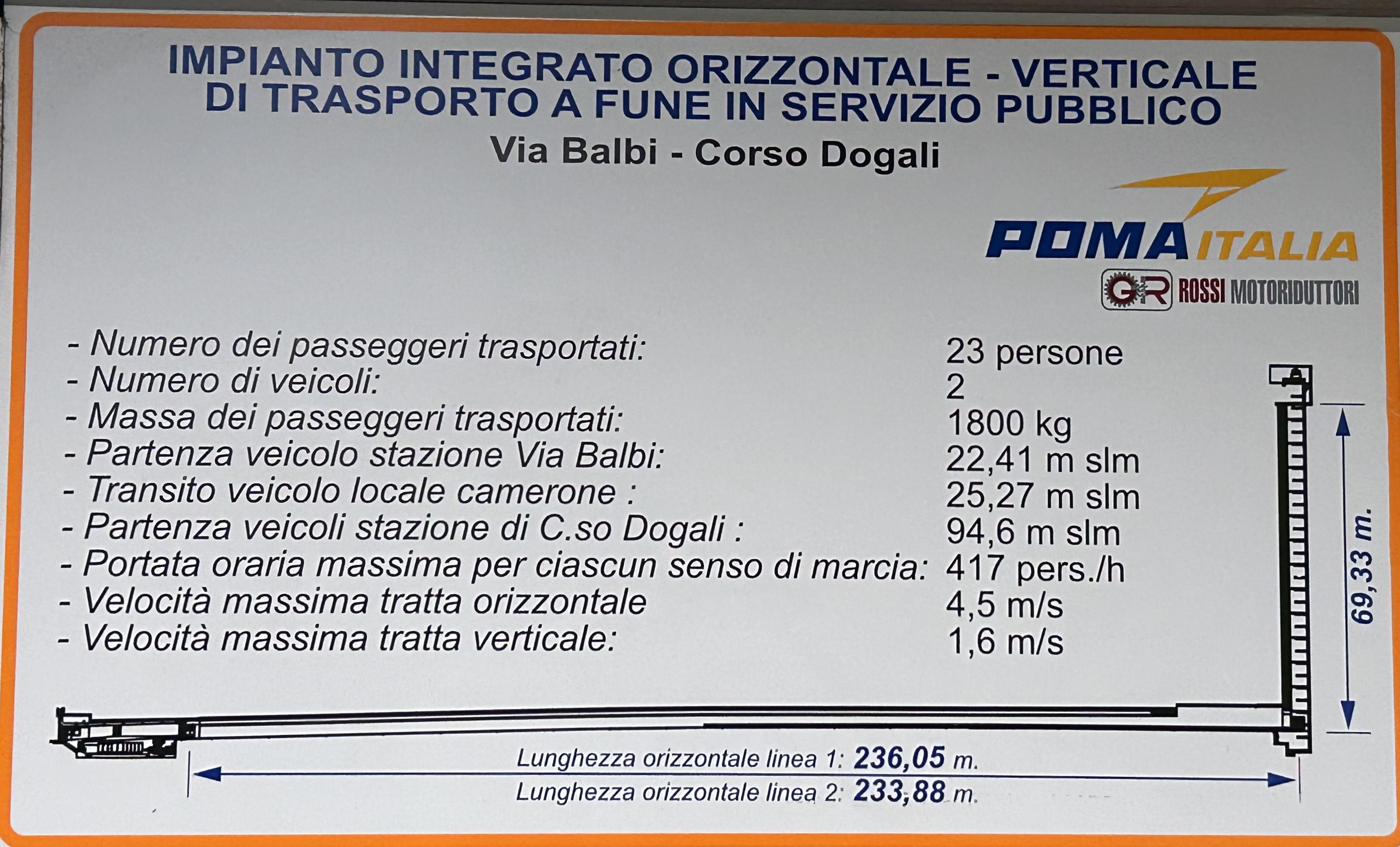
Erläuterungstafel zum vertikal-horizontal-Aufzug mit 2 Kabinen in Genua (horizontal 1-gleisig, vertikal 2 Liftschächte)

Vertikal-/horizontal-Aufzug in Genua

Im Jahr 2004 wurde in Genua der Aufzug Ascensore Castello d'Albertis-Montegalletto in der Nähe des Bahnhofs Genova Piazza Principe eröffnet. Die für 23 Passagiere entwickelte Liftkabine fährt ab der Station Balbi zunächst als Wagen auf Schienen – in Form einer Standseilbahn – horizontal durch einen ca. 235 Meter langen Tunnel ins Bergesinnere. Danach wird der Wagen vom Förderseil abgekoppelt, gelangt durch Rollen geführt in den Aufzugsschacht und wird nun knapp 70 Meter vertikal in die Höhe zur Station Dogali gezogen. Die Liftkabine fährt mit einer Geschwindigkeit von 4,5 m pro Sekunde horizontal durch den Tunnel, das vertikale System transportiert die Kabine mit 1,16 m pro Sekunde.
Schmid Peoplemover

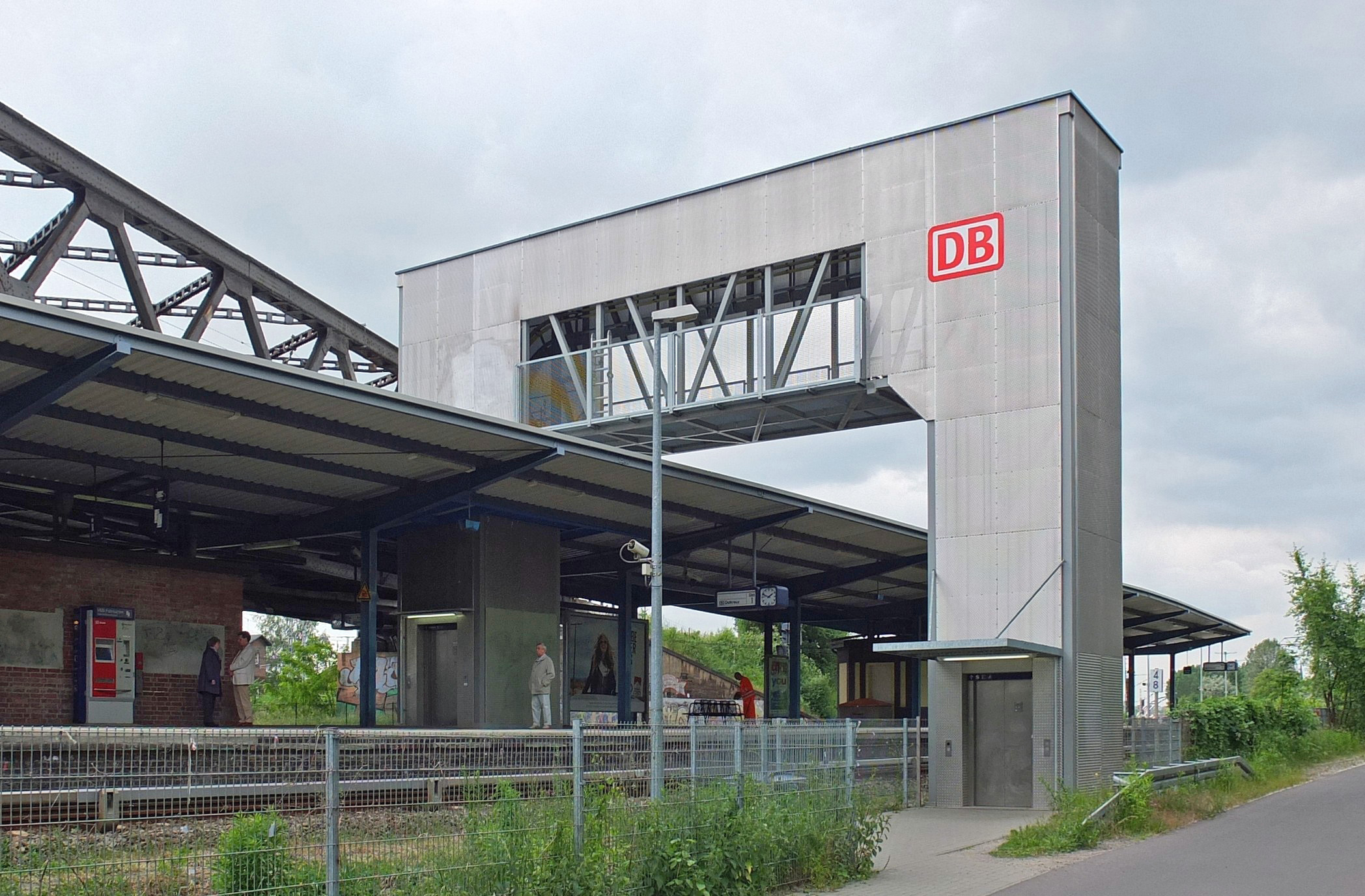
Schmid Peoplemover im Bahnhof Berlin-Rummelsburg (Betriebsbahnhof), 2007 in Betrieb genommen

Eine Sonderform stellt der Schmid Peoplemover zur Überbrückung von Straßen, Gleisanlagen, Wasserwegen und dergleichen. Die Kabine wird dabei in einer Kombination in vertikaler Richtung in zwei Türmen und in horizontaler Richtung über eine Brücke geführt. Der Antrieb sitzt auf dem Kabinendach. Die Kabine ist an einem Fahrwagen befestigt, der die Führungsaufgabe an den Führungsschienen übernimmt. In den Türmen fährt die Kabine wie ein normaler Aufzug senkrecht die Führungsschienen entlang. Im waagrechten Teil der Brücke ist die Kabine hängend am Fahrwagen geführt. Der Schmid Peoplemover gilt rechtlich als Aufzug.
Multi-Aufzüge

Eine Weiterentwicklung von Aufzügen von ThyssenKrupp ist das 2017 präsentierte System Multi – der weltweit erste kabellose Aufzug, der Passagiere sowohl in horizontaler als auch in vertikaler Richtung befördert. Anstelle einer einzigen Kabine fahren im Multi-System mehrere Kabinen gleichzeitig in einer Dauerschleife vertikal in einem Schacht hinauf und im anderen hinunter resp. horizontal von links nach rechts und umgekehrt.

## Aufzüge als Verkehrsmittel

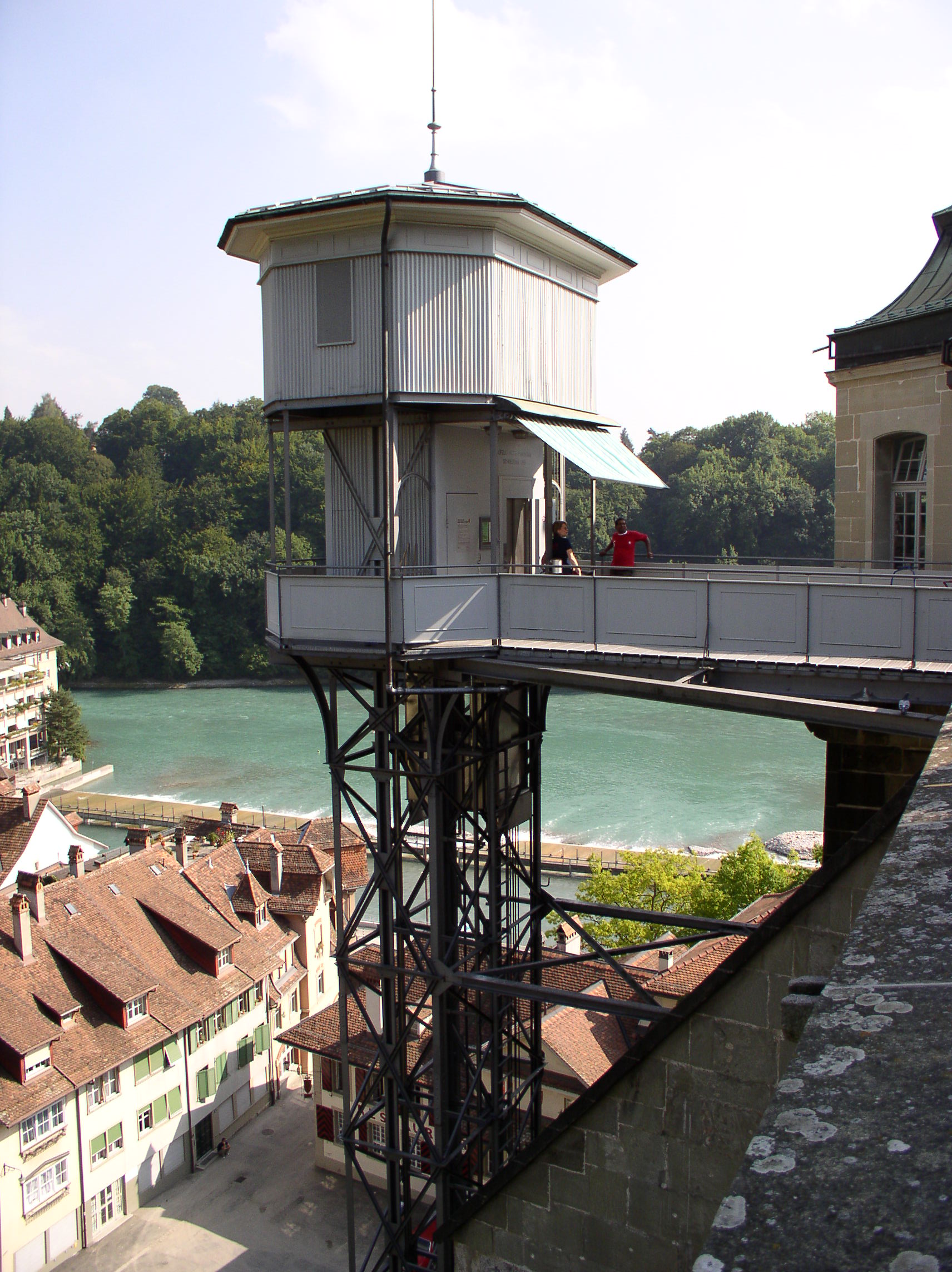
Der Berner Mattelift

Allgemein gelten Aufzüge als die sichersten und am häufigsten frequentierten Verkehrsmittel der Welt. Im statistischen Mittel benutzt jeder Mensch alle drei Tage einen Aufzug. Vereinzelt dienen Aufzüge auch als Verkehrsmittel im Öffentlichen Personennahverkehr (ÖPNV), sie können gegen Entrichtung eines Beförderungsentgelts oder kostenlos benutzt werden. Typischerweise handelt es sich um freistehende Anlagen an einer Bergflanke, die obere Ebene ist dabei meist über eine Brücke erreichbar:
- Der Elevador Lacerda verknüpft seit 1873 die Unterstadt mit der Oberstadt der brasilianischen Stadt Salvador da Bahia.
- Katarinahissen in Stockholm verbindet seit 1883 Slussen mit dem 38 Meter höher gelegenen Södermalm, von 2011 bis 2023 außer Betrieb.
- Auf der Insel Helgoland verbindet seit 1885 ein Aufzug als öffentliches Verkehrsmittel das Unterland mit dem Oberland.
- Der Mönchsbergaufzug verbindet seit 1890 die Salzburger Altstadt mit dem Mönchsberg.
- In der Schweizer Bundesstadt Bern führt der Mattelift seit 1897 von der Badgasse auf die Münsterplattform.
- In Lissabon verbindet der Elevador de Santa Justa seit 1902 die Unterstadt mit der Oberstadt.
- Der Personenaufzug Bad Schandau befördert seit 1904 Personen auf die sogenannte Ostrauer Scheibe.
- Der 1905 fertiggestellte Hammetschwand-Lift in der Schweiz erschließt einen Aussichtspunkt auf dem Bürgenstock.
- Im Stadtbezirk Monte-Carlo in Monaco kann man mit dem Aufzug von einem Stadtteil in den anderen fahren.
- In Marburg verbinden vier Anlagen (eine davon privat, der Rest öffentlich) mit zusammen acht Aufzugskabinen die oberen mit den unteren Stadtteilen (siehe Nahverkehr in Marburg#Aufzüge).
- In Stuttgart verbindet ein gläserner Aufzug den Schloßplatz mit dem Kleinen Schlossplatz.
- In Baden verbinden der Limmatsteg und der Promenadenlift die Gemeinde Ennetbaden mit dem Bahnhof Baden.
- In Luxemburg verbinden der Aufzug Grund-Oberstadt die Oberstadt mit dem Stadtteil Grund und der Aufzug Pfaffenthal-Oberstadt mit dem Stadtteil Pfaffenthal.
- In Valletta verbindet ein 58 Meter hoher Aufzug die Upper Barrakka Gardens mit dem Festungsgraben und damit mit den Anlegestellen der Kreuzfahrtschiffe und Fähren im Grand Harbour.
- In Genua wird der Ascensore di castelletto sowie weitere Aufzüge von der örtlichen Verkehrsgesellschaft Azienda Mobilità e Trasporti Genova (AMT) betrieben.
- Der Marienlift, 2003 neben der Mariensäule am Eisernen Tor an der Herrengasse in Graz errichtet, hob gegen Münzeinwurf die Kabine im Schacht – beide verglast – etwa 15 m über Niveau an und erlaubte bis 2007 einen erhöhten Blick auf Maria und die Fußgängerzone.
- Der Schloßberglift in Graz aus etwa 2010 erlaubt das Fahren bis etwas über die Höhe des Uhrturms und erschließt mit Zwischenstationen den Dom im Berg und eine neuere Personenrutsche.

## Antriebssysteme

### Seilaufzug

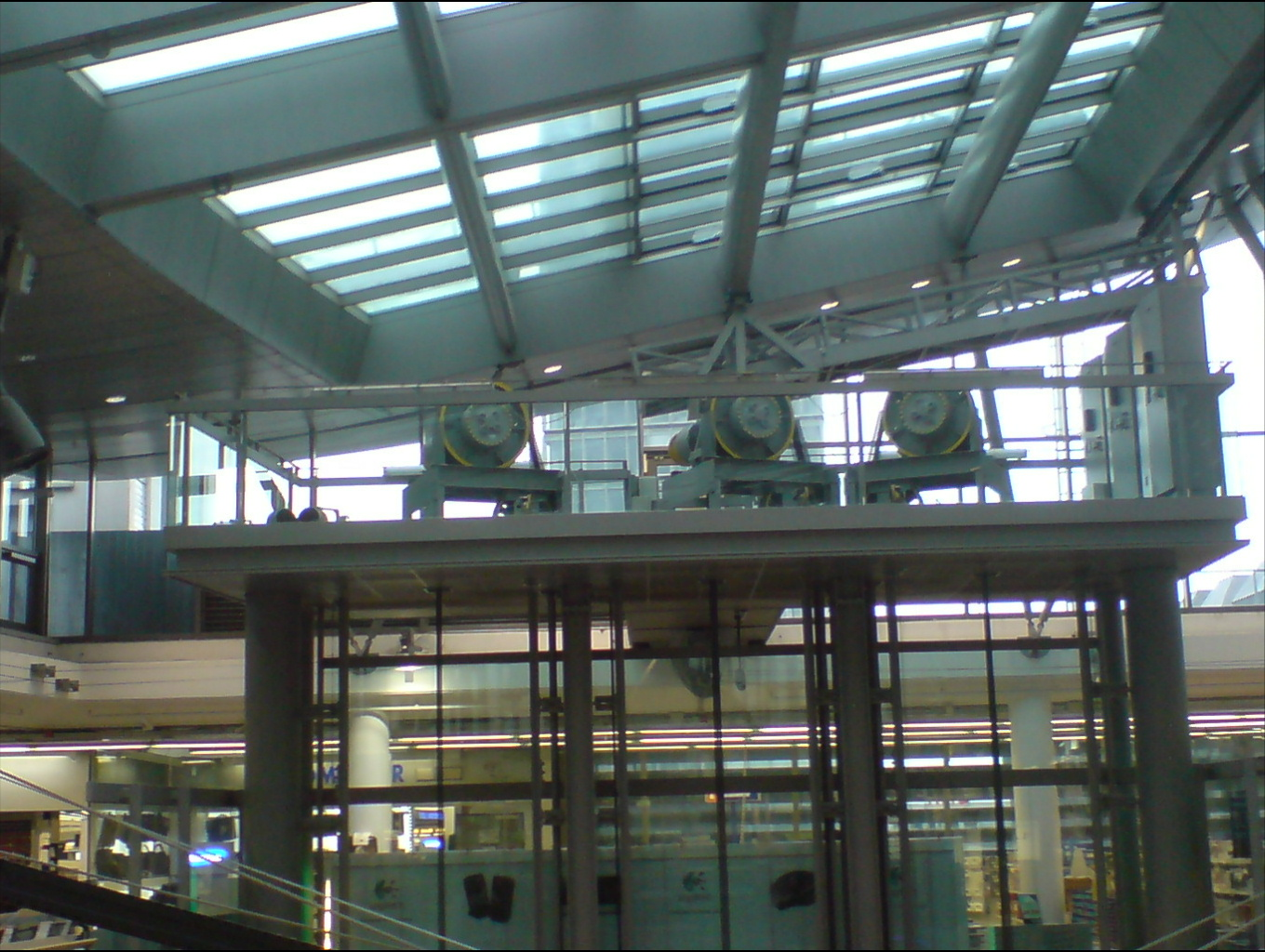
Treibscheibenantrieb einer Aufzugsgruppe

Beim Seilaufzug hängt die Kabine an Tragseilen. Die ursprüngliche Bauform ist der Trommelaufzug, bei dem das Seil der Kabine und das Seil des Gegengewicht jeweils von einer eigenen Trommel auf- oder abgespult werden, die auf derselben Welle sitzen. Die ersten Trommelaufzüge wurden Mitte des 19. Jahrhunderts gebaut und von Dampfmaschinen angetrieben.
Heute werden überwiegend Treibscheibenaufzüge verwendet, die ohne Trommel und mit weniger Seillänge auskommen.
Zum Antrieb von Seilaufzügen wurden in der Anfangszeit Dampfmaschinen verwendet. Später wurden Elektroantriebe eingesetzt. Typische Antriebs-Geschwindigkeiten liegen bei 0,1 m/s bis 2,5 m/s oder bei getriebelosen Aufzugsmaschinen bei 0,63 m/s bis über 10 m/s.

#### Treibscheibenaufzug
Beim Treibscheibenaufzug wird das Tragseil, das an einem Ende die Kabine und am anderen Ende ein Gegengewicht trägt, über eine angetriebene Rolle, die Treibscheibe, geführt. Das Seil ist nicht an der Treibscheibe befestigt, sondern wird durch Reibung gehalten und bewegt. Zur Verringerung des Seilschlupfs wird die Reibung durch Keil- oder Rundrillen (mit oder ohne Unterschnitt) in der Treibscheibe vergrößert.
Um die Sicherheit zu erhöhen, werden meist mehrere Seile parallel geführt.
Um das Eigengewicht des auf der einen oder anderen Seite der Treibrolle herabhängenden Seils auszugleichen, wird ab einer gewissen Seilmasse ein Gewichtsausgleich benötigt.
Treibscheibenaufzüge eignen sich für Hochhäuser.
Das Treibscheibenprinzip wurde von dem deutschen Bergbauingenieur Carl Friedrich Koepe erfunden, der erstmals 1878 eine Schachtförderanlage der Zeche Hannover damit ausrüstete.

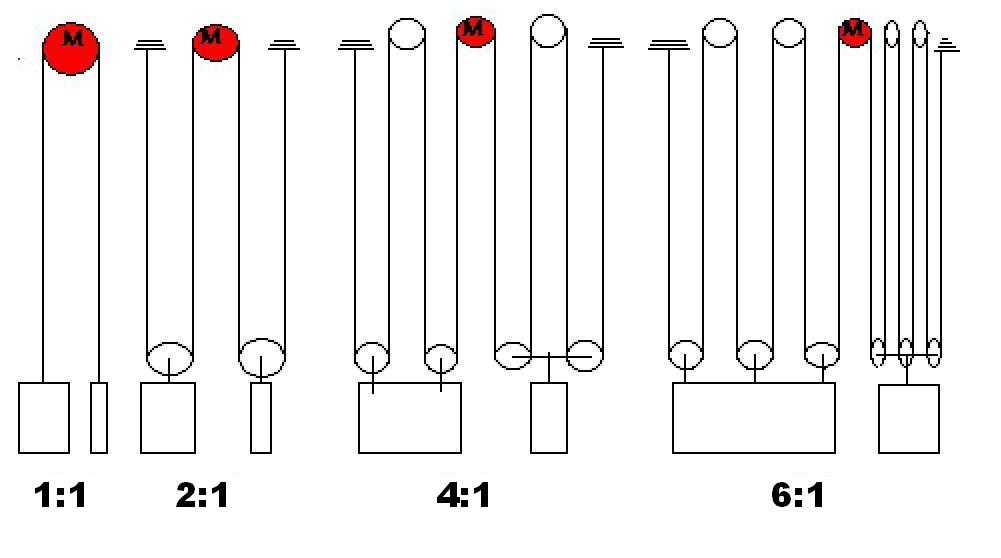
Aufhängungsarten von Seilaufzügen – die Kabine hängt jeweils neben dem Gegengewicht. Die Treibscheibe ist rot dargestellt. Je größer die Zahl der Umlenkungen desto geringer die auf das Seil wirkende Zugkraft und das zum Antrieb benötigte Drehmoment.

Neben der Treibscheibe befindet sich auch die Antriebsmaschine üblicherweise oberhalb des Schachts, im Schachtkopf. Über Antriebsseile und Umlenkrollen kann der Antrieb auch in der Mitte oder unten im Aufzugsschacht angeordnet werden. Der Antrieb öffentlicher Aufzüge befand sich gewöhnlich in einem separaten Maschinenraum.
Seit etwa 1995 (geregelt mit Einführung der Norm EN81 1999) werden auch maschinenraumlose (MRL) Seilaufzüge mit meist getriebelosen und durch Frequenzrichter gesteuerten Permanentmagnetmotoren im Schachtraum und dezentraler Steuerung errichtet. Sie werden üblicherweise bis zu 80 m Förderhöhe eingesetzt, aber nicht bei Lastaufzügen. Die Wartung ist dabei etwas erschwert und die Hersteller besitzen eigene Patente. Bei größeren Höhen ist der Antrieb zwar auch oft getriebelos, aber in einem Motorraum untergebracht.
Bei der 1:1-Aufhängung sind die Kabine und das Gegengewicht jeweils direkt an den Seilenden befestigt. Bei der 2:1-Aufhängung sind die Seilenden an der Decke (Schachtkopf) des Aufzugsschachts befestigt, während Kabine und Gegengewicht mittels Umlenkrollen an den Seilen hängen. So wird ein einfacher Flaschenzug erzeugt, mit dem die doppelte Nutzlast (bei halber Geschwindigkeit) gehoben werden kann. Weitere mögliche Aufhängungen sind 4:1 und 6:1. Sie finden jedoch seltener, und fast nur bei Lastenaufzügen, Anwendung.
Als Tragmittel werden im Allgemeinen Stahlseile verschiedener Ausführung verwendet, seit einiger Zeit aber auch mit Polyurethan beschichtete Stahlseile und Stahlgurte sowie Seile aus Kunststofffasern (Aramid).

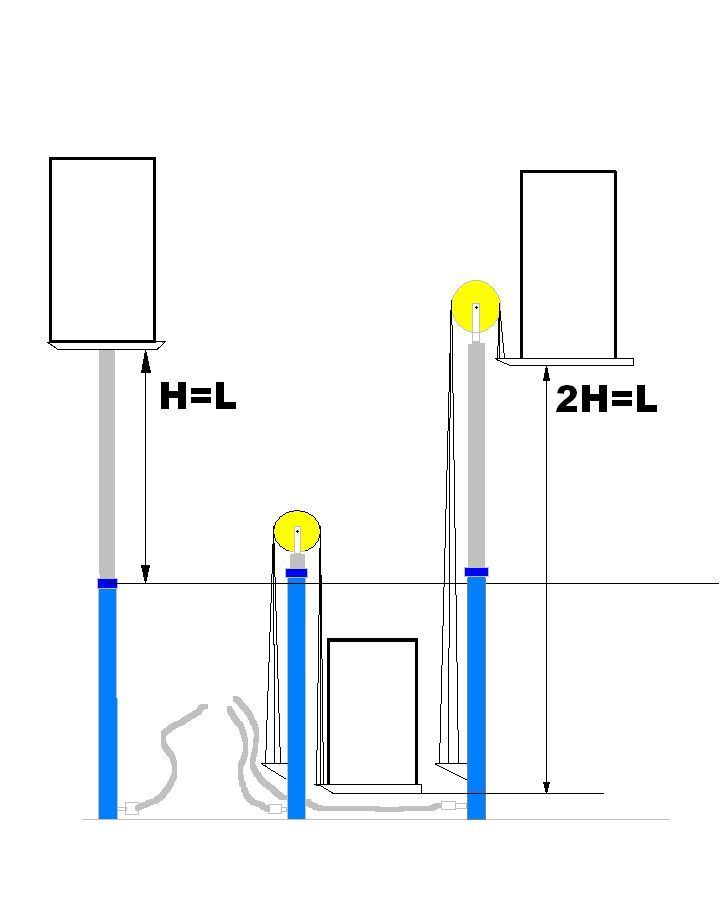
Direkter und indirekter Hydraulikaufzug

### Hydraulikaufzug
Bei hydraulischen Aufzügen wird die Kabine durch einen oder mehrere Hydraulikkolben bewegt, die gewöhnlich am Boden des Aufzugsschachts stehen. Ist die Kabine fest mit dem Kolben verbunden, spricht man von einem direkt hydraulischen Aufzug. Wird die Kraft über Tragseile und Rollen übertragen, wird er als indirekt hydraulischer Aufzug bezeichnet. Beim indirekt hydraulischen Aufzug bewegt der Kolben eine lose Rolle als Umlenkung für das Seil. Bei direkt angetriebenen Systemen kann sich der Kolben unter (In-ground) oder neben (bohrlochfrei) der Kabine befinden, bei indirekten Systemen immer daneben.
Im Gegensatz zu Seilaufzügen eignen sich hydraulische Antriebe eher für kleinere Förderhöhen. Inzwischen sind Höhen von 15 bis 25 m möglich, darüber wird es gegenüber dem Seil unökonomisch. Bohrlochfreie direkt wirkende Hydraulik wird üblicherweise bis zu 10 m Höhe eingesetzt. Die Schrägaufzüge im Eiffelturm erreichen eine größere Höhe. Der Triebwerksraum befindet sich üblicherweise neben der untersten Ebene. Inzwischen gibt es Systeme, bei denen der Antrieb ebenfalls im Aufzugsschacht eingebaut wird, sogenannte maschinenraumlose (MRL) Systeme.
Hydraulikaufzüge werden vorteilhaft eingesetzt, wenn es baulich schwierig ist, die Kabine von oben abzuhängen. Hydraulische Lastenaufzüge können hohe Lasten heben, ohne dass der Kabinenaufbau belastet wird.
Die Höchstgeschwindigkeit ist begrenzt und liegt bei maximal 1 m/s, üblicherweise bei 0,63 m/s. Hydraulikkolben werden auch als 2-fach-Teleskop eingesetzt.

### Zahnstangenaufzug
Bei einem Zahnstangenaufzug ist die Aufzugskabine mit einem eigenen Antrieb ausgestattet. Der Antrieb kann durch einen Elektromotor oder einen Verbrennungsmotor nach dem Zahnstangen- bzw. Ritzelprinzip erfolgen.
Zahnstangenaufzüge werden unter anderem als Bauaufzüge, Kranführeraufzüge, Rettungsaufzüge oder Wartungsaufzüge eingesetzt, um Material und Personen zu transportieren. Sie werden auch in abgespannten Sendemasten oder ähnlichen Konstruktionen installiert, um die Flugsicherheitslampen oder andere Anlagenteile leichter warten zu können. Beispiele für installierte Zahnstangenaufzüge im Wartungsbereich sind die Tragmasten der Elbekreuzung 2 oder der Sendemast des WDR in Velbert-Langenberg mit Benzinmotor, als Kranführeraufzüge beim Erzumschlager Hansaport in Hamburg oder als Rettungsaufzüge für die Feuerwehr beim Eisenbahntunnel Zürich–Thalwil. Vielen ist der Zahnstangenaufzug auch aus Rundgängen und Exkursionen als Auffahrtmöglichkeit zum Dachstuhl des Kölner Doms bekannt.
Auch Kletteraufzüge arbeiten mit Zahnstangen. Der Antrieb, bestehend aus vier mit Polyurethan beschichteten Laufrädern und angetrieben durch drehzahlgeregelte Motoren, ist bei diesen Aufzügen unter dem Kabinenboden angebracht. Von den Laufrädern werden jeweils ein Antriebs- und ein Laufrad durch konstanten Federdruck an das Laufprofil der Führungsschienen gepresst, um den erforderlichen Formschluss dieser Bauteile sicherzustellen. Die Lastkabine ähnelt somit einem Fahrzeug, das sich auf und ab bewegt und dafür weder Tragseile noch sonstige externe Hebevorrichtungen benötigt. Über Gegengewichte mit Kabelführungen können zur Energieoptimierung das Fahrzeuggewicht und 25 Prozent der Nennlast kompensiert werden.

### Vakuumaufzug
Eine exotische Sondervariante ist der Vakuumaufzug; er wird pneumatisch angetrieben. Eine Druckluftpumpe oder Turbine hebt oder senkt die Bodenscheibe des Liftes je nach Geschosshöhe. Insofern wäre richtigerweise nicht von einem Vakuum-, sondern vielmehr von einem „druckluftbetriebenen“ Aufzug ähnlich der früheren Rohrpost zu sprechen. Vorteile sind zum einen die geringen Einbaumaße (ein Ring von etwa einem Meter Durchmesser genügt) und zum anderen besonders sanfte Start- und Stoppvorgänge. Nachteile sind die niedrige Förderkapazität (1 bis 3 Personen) sowie die geringe maximale Bauhöhe: Moderne Anlagen erreichen bis zu 15 Meter Förderhöhe. Der in seiner Röhrenbauform futuristisch anmutende Vakuumaufzug findet seine Produktnische vor allem bei Ein- und Zweifamilienhäusern sowie im Bootsbau.

### Seilloser Aufzug
An der RWTH Aachen im Institut für Elektrische Maschinen wurde ein seilloser Aufzug entwickelt und ein Prototyp aufgebaut. Die Kabine wird hierbei durch zwei elektromagnetische Synchron-Linearmotoren angetrieben und somit nur durch ein vertikal bewegliches Magnetfeld gehalten bzw. bewegt. Diese Arbeit soll der Entwicklung von Aufzugsanlagen für sehr hohe Gebäude dienen. Ein Ziel ist der Einsatz mehrerer Kabinen pro Schacht, die sich unabhängig voneinander steuern lassen. Bei Auswahl des Fahrtziels vor Fahrtantritt (d. h. noch außerhalb des Aufzug) wird ein bestimmter Fahrkorb in einem der Aufzugsschächte für die Fahrt ausgewählt, mit der sich der geplante Transport am schnellsten durchführen lässt. Der Platzbedarf für die gesamte Aufzugsanlage könnte somit um ein oder mehrere Schächte reduziert werden. Da die Kabinen seil-los betrieben werden, ist ein Schachtwechsel ebenfalls denkbar. Hiermit können weitere Betriebsstrategien für die seil-lose Aufzugsanlage entwickelt werden, zum Beispiel ein moderner Paternosteraufzug mit unabhängig voneinander beweglichen Kabinen.
Im Rahmen der Forschungen an dem seillosen Aufzug wird ebenfalls an der Entwicklung elektromagnetischer Linearführungen gearbeitet, um den Verschleiß der seillosen Aufzugsanlage bei hohem Fahrkomfort zu minimieren. Weltweit wird an verschiedenen Forschungseinrichtungen an seillosen Antriebslösungen für Aufzüge gearbeitet. Otis betreibt zu diesem Zweck seit 2007 den Shibayama Test Tower. ThyssenKrupp Elevator weihte 2017 im süddeutschen Rottweil einen Testturm ein, in welchem die Technik des seillosen Aufzugs mit Synchron-Linearmotoren im Originalmaßstab getestet wird. Der erste Aufzug dieses Typs soll 2020 in Berlin in Betrieb gehen.

## Hauptbestandteile

Schema einer Aufzugsanlage

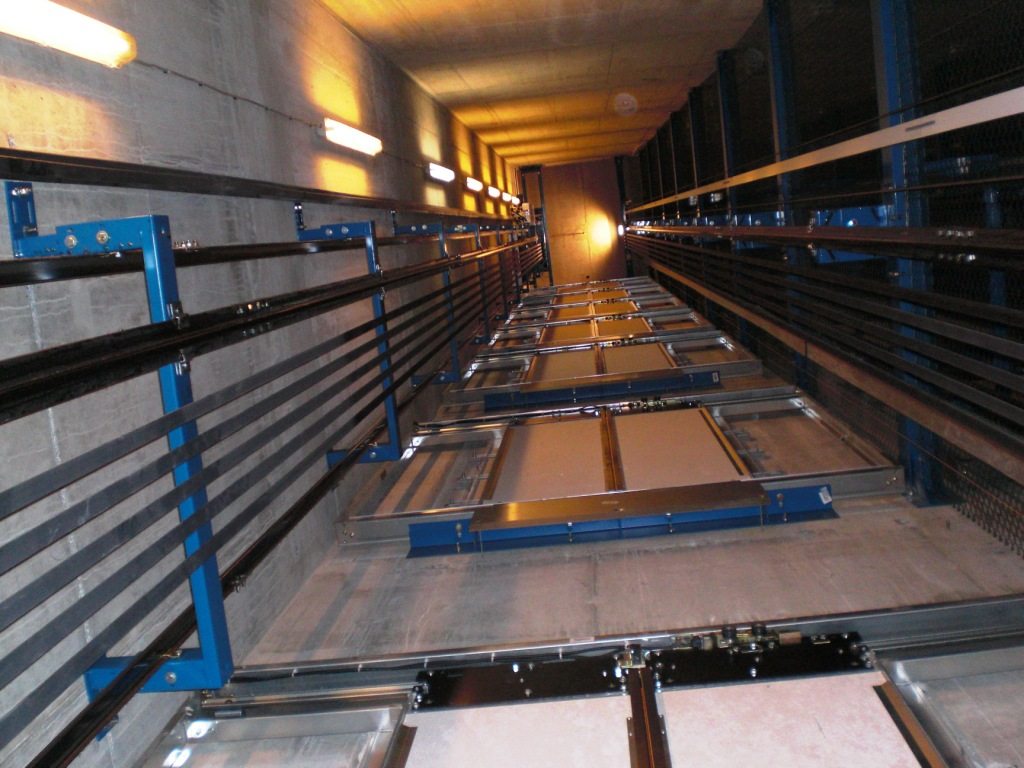
Aufzugsschacht

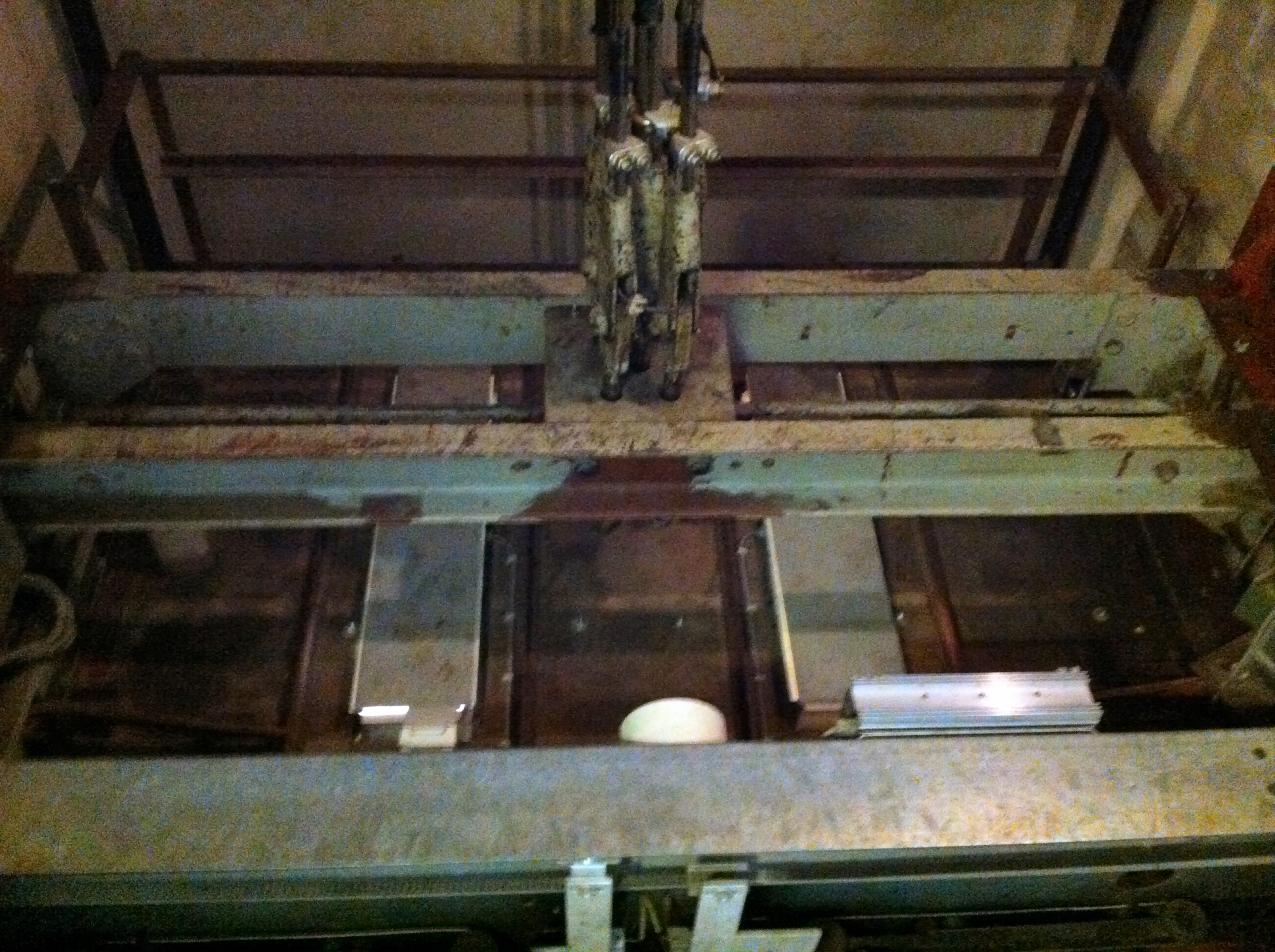
Aufhängung der Kabine

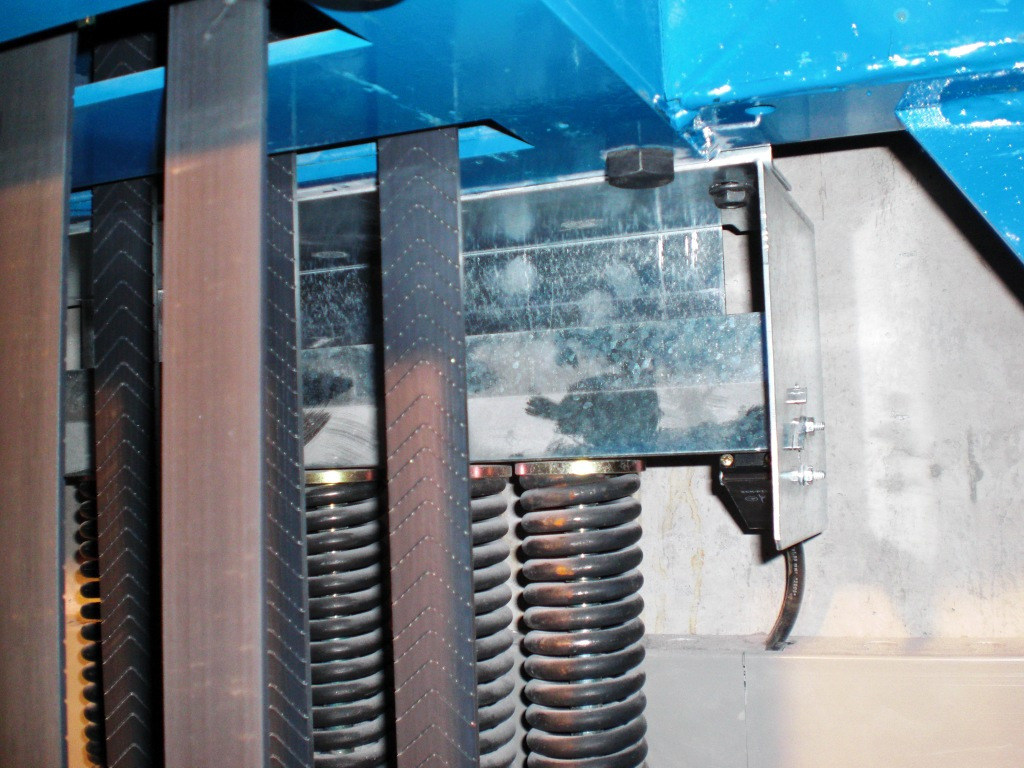
Traggurte eines Aufzugs

### Allgemeine Bestandteile
- Aufpralldämpfer (Puffer, Federn oder Öldämpfer)
- Außentableaus
- Standanzeigen
- Fahrschachttür
- Fahrtrichtungsgong
- Führungsschienen
- Grenzschalter (Endschalter)
- Grubensteuerstelle (inklusive Notruf)
- Fahrkorb
  - Innentableau
  - Inspektionssteuerung
  - Kabinenabschlusstür
  - Fahrkorblüfter
  - Lichtschranke bzw. Lichtgitter
  - Notlicht
  - Notrufsprechstelle
  - Türsteuergerät
- Triebwerksraumsprechstelle
- Positionssensor (Kopierung)
- Schachtbeleuchtung
- Hängekabel
- Sprachansage
- Steuerung

### Besondere Bestandteile eines Seilaufzuges
- Antrieb (Aufzugsmaschine) mit den Bestandteilen
  - Betriebs- und Sicherheitsbremse
  - eventuell Frequenzumrichter
  - Motor im Verbund mit eventuellem Getriebe
  - Treibscheibe
  - Fangvorrichtung (in beide Richtungen)
- Gegengewicht
- Geschwindigkeitsbegrenzer
- Fahrkorb

### Besondere Bestandteile eines hydraulischen Aufzuges
- Antrieb mit den Bestandteilen
  - Heberabsinkverhinderung
  - Hydraulikheber
  - Hydraulikblock inkl. Magnetventile
  - Motor mit Pumpe
  - Ölbehälter
  - bei Seilhydraulisch: Seilrolle
  - eventuell Softstart (Sanftanlauf) oder Frequenzregelung
- Fahrkorb
  - eventuell Fangvorrichtung (nur abwärts und bei Indirekt Hydraulischen Anlagen)
- Rohrbruchsicherung/Leitungsbruchventil

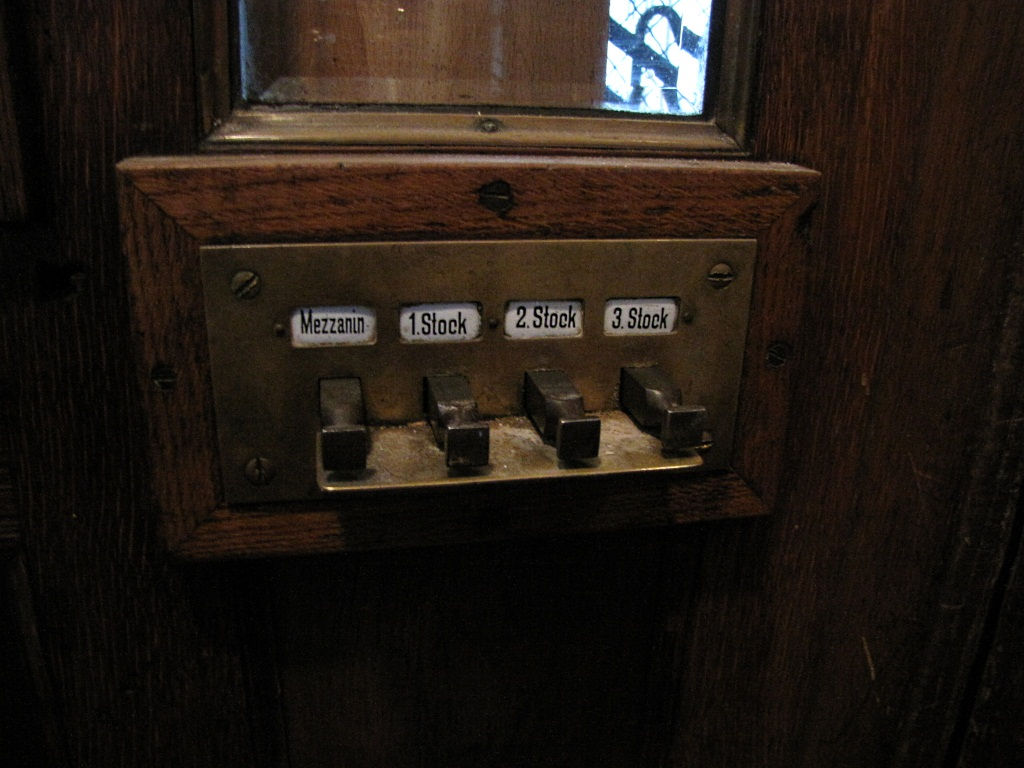
Mechanisches Bedientableau eines Aufzuges aus den 1920er Jahren in Landstraße (Wien)

## Steuerung

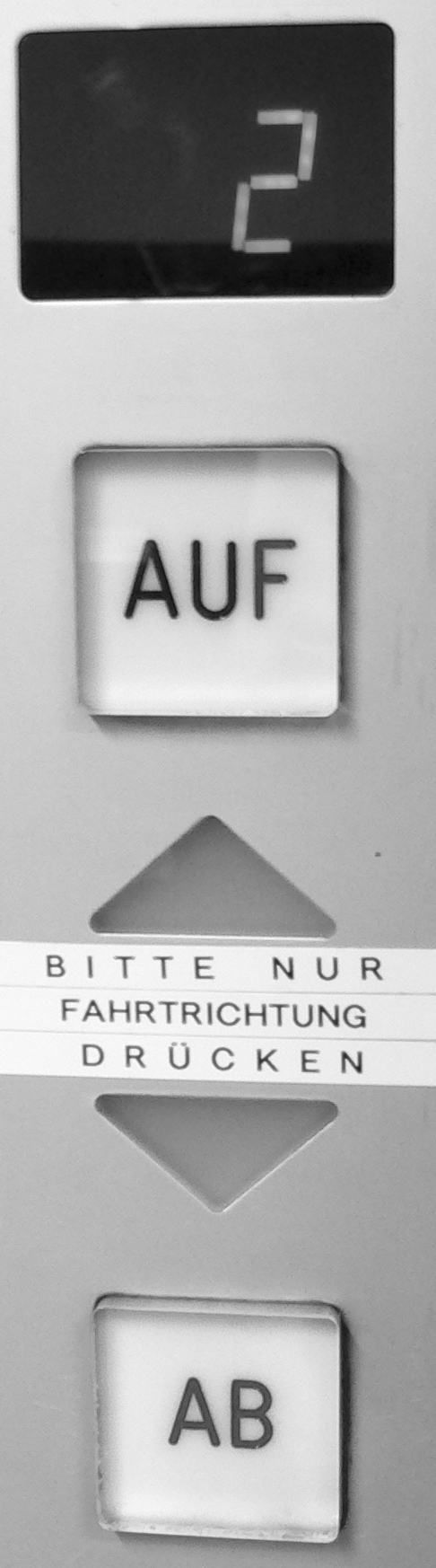
Zweiknopfsteuerung

Unabhängig von der Steuerungsmethode machen Fahrstuhlreisende oft die Erfahrung, dass ein ankommender Fahrstuhl nicht in die gewünschte Richtung fährt. Dies ist das Fahrstuhl-Paradoxon: In tieferen Geschossen fährt der Fahrstuhl häufiger nach unten, in höheren Geschossen häufiger nach oben.

### Handsteuerung
Bis Mitte des 20. Jahrhunderts hinein waren Aufzüge überwiegend handgesteuert (Hebelsteuerung). Ein Aufzugführer wurde mit einer Rufanlage auf Fahrgäste aufmerksam gemacht, öffnete und schloss die Türen, bediente einen Fahrschalter und fuhr die Stockwerke auf mündlichen Wunsch an.

### Sammelsteuerung
Die Steuerung speichert Außenrufe und Innenkommandos. Diese werden, sofern sie in der aktuellen Fahrtrichtung der Kabine liegen, auf dem Weg nacheinander abgearbeitet.
Man unterscheidet zwischen Abwärts- bzw. Aufwärtssammelsteuerung und Vollsammelsteuerung. Letztere setzt zwei Druckknöpfe voraus (Auf- und Absammelnd). Nach Eingabe eines Fahrtwunsches über die Außentableaus (Ruf) oder vom Kabinentableau (Kommando) wird in der Steuerung die Richtungsauswahl bestimmt (Ruf ober- oder unterhalb des jeweiligen Kabinenstandortes). Bei Aufzugsgruppen können Gruppensammelsteuerungen eingesetzt werden, die ebenfalls als Abwärts-, Aufwärts- oder Vollsammelsteuerung ausgeführt sind.

### Direktsteuerung
Im Gegensatz zur Sammelsteuerung wird jeweils nur ein Kommando oder Ruf gespeichert, wobei Kabinenkommandos Vorrang vor Außenrufen haben. Nach Eingabe eines Kommandos oder Rufes wird dieser gespeichert und blockiert bis zum Ende der Fahrt alle weiteren Eingaben. Die Direktsteuerung findet man heutzutage bei Bestandsanlagen überwiegend per Schlüsselzugang für vorrangige Sonderfahrten, z. B. für Möbeltransporte bei Umzügen, für Krankenbeförderung in Krankenhäusern (Bettenaufzüge) oder für Hausmeister.

### Zielauswahlsteuerung
Die Zielrufsteuerung wurde 1997 von Schindler Aufzüge AG Ebikon/CH erfunden. Bei der Zielauswahlsteuerung muss beim Rufen des Aufzugs bereits das Zielstockwerk eingegeben werden. Dies erlaubt der Steuerung ein gezieltes Disponieren und steigert die Kapazität erheblich. Ein System mit Express- und Nahaufzügen kann so flexibler betrieben werden: Der Fahrgast braucht gar nicht mehr zu wissen, welcher Aufzug der Expressaufzug ist, und Einschränkungen wie „Halt nur an jedem 10. Stockwerk“ sind nicht nötig.
Zielauswahlsteuerungen ergeben eher in nichtöffentlichen Gebäuden Sinn, in denen mehrere Aufzüge zu einer sogenannten „Gruppe“ zusammengefasst sind und die Fahrgäste mit der Bedienung vertraut sind, da die Bedienung von der konventionellen Art abweicht. Sie werden jedoch ebenso z. B. in großen Hotels, wie dem Marriott Marquis in New York City, eingesetzt.
Die Kabinen werden in der Regel mit Buchstaben (A, B, …) bezeichnet. Anstelle der sonst üblichen Ruftaster befindet sich außen ein Terminal mit einer numerischen Tastatur oder (bei moderneren Geräten) einem Touchscreen. Der Benutzer gibt die Nummer des gewünschten Stockwerks ein oder wählt sein Fahrtziel aus einer Liste aus. Daraufhin teilt das System ihm eine Kabine zu und zeigt den entsprechenden Buchstaben sowie einen Pfeil in Richtung dieser Kabine auf dem Display an. Mit dieser Kabine kann der Benutzer nun zum gewünschten Ziel fahren.
Innenrufe sind normalerweise nicht möglich; das Kabinentableau enthält nur Notruf-, Tür-Auf- und ggf. Tür-Zu-Taster. Es gibt jedoch auch Hybrid-Systeme, bei denen Innenrufe teilweise weiter möglich bleiben. In der Kabine werden auf einem separaten Display, oft in der Nähe der Türen, alle Zwischenhalte angezeigt.
Intelligente Zielauswahlsteuerungen verfügen über eine Rollstuhloption. Hierzu enthält das Außentableau einen Taster mit einem Rollstuhl-Symbol. Wird dieser gedrückt, berücksichtigt das System den erhöhten Platzbedarf eines Rollstuhls. Außerdem werden Sprachausgabe sowie optische und akustische Signalgeber zur Auffindung der zugewiesenen Kabine aktiviert. Dies ermöglicht die Benutzung auch durch Blinde und Sehbehinderte. Zudem wird bei Nutzung dieser Funktion die Türoffenhaltezeit verlängert.
Bei Mehrkabinenaufzügen (zwei Kabinen in einem Schacht) ist diese Steuerung Voraussetzung für den effizienten Einsatz. Mittlerweile gibt es Aufzugssysteme mit Zielauswahlsteuerung von mehreren Herstellern.

### Sabbat-Steuerung
Eine besondere Form der Steuerung stellen die Sabbat-Lifte dar. Im Sabbat-Modus fahren sie automatisch und pausenlos jedes Stockwerk an, wobei sich in jedem Stockwerk die Türen automatisch öffnen und schließen, so dass bei der Benutzung des Lifts kein Schalter betätigt werden muss, da dies gläubigen Juden am Sabbat untersagt ist.

### Barrierefreiheit

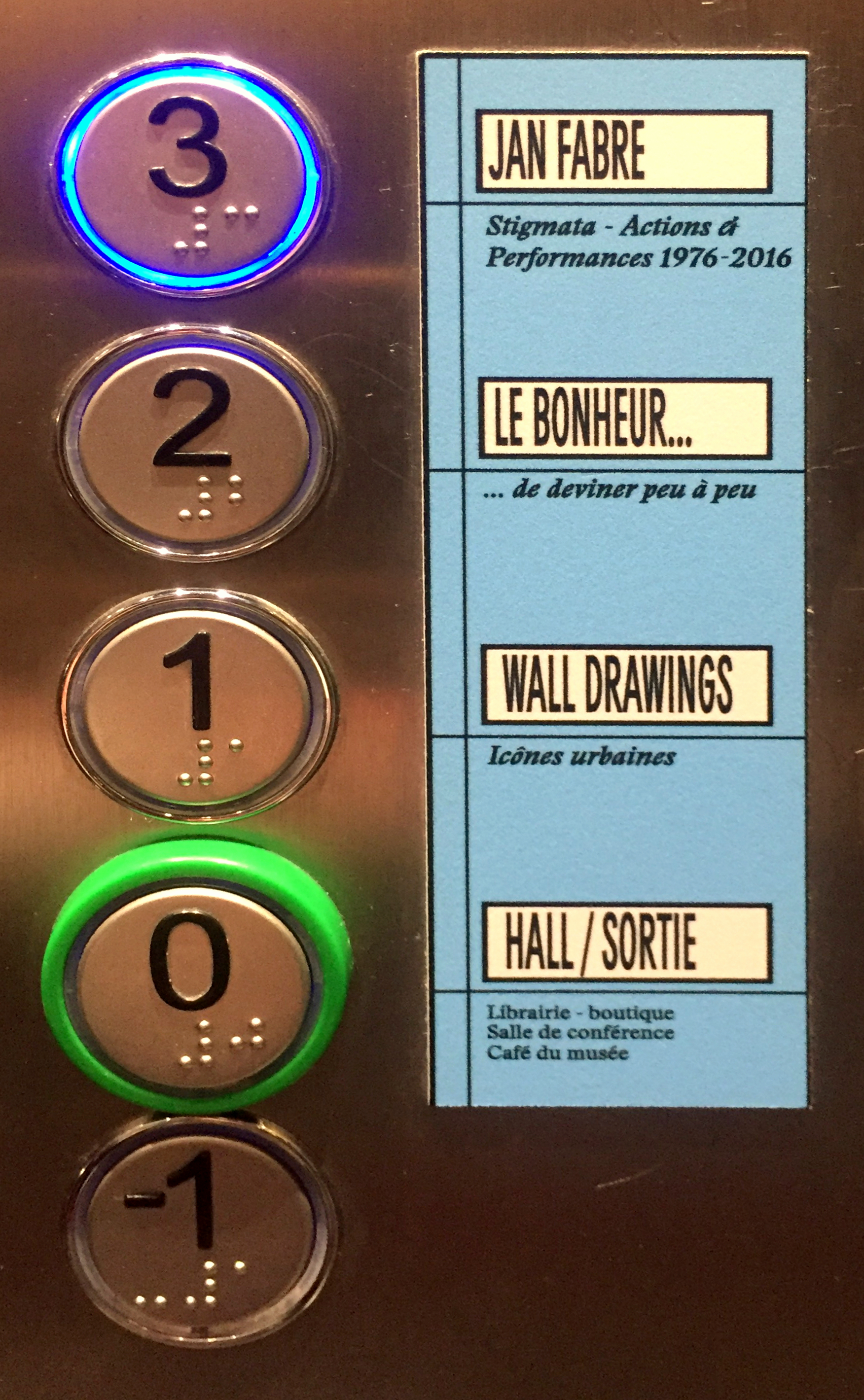
Bedientableau eines Aufzugs mit beleuchteten Stockwerkstasten, Braille-Schrift und grün umrandeter Erdgeschoss-Taste

In Europa wird die Barrierefreiheit von Aufzügen in der Norm EN 81‑70 geregelt, in den USA durch den Americans with Disabilities Act (ADA). Letzterer schreibt unter anderem vor, dass der Fahrtrichtungsgong für aufwärts 1‑mal und für abwärts 2‑mal oder eine entsprechende Sprachansage ertönen muss.
Weiterhin ist in fast allen Aufzügen die Aufschrift eines Tasters mit der Brailleschrift ergänzt.
In vielen Aufzugskabinen ist zudem die Hauptzugangsebene (also i. d. R. das Erdgeschoss) auffällig markiert, indem der dazugehörige Taster grün umrandet ist und teilweise auch einige Millimeter weiter aus dem Bedientableau herausragt als die anderen. In den USA sieht man anstelle einer grünen Markierung häufig auch einen Stern neben der Stockwerksbezeichnung.

## Sicherheit
Technische Regeln für Aufzüge sind durch die europäische Richtlinie 95/16/EG geregelt. Diese Richtlinie wurde in Deutschland durch die Aufzugsverordnung (12. GPSGV) in nationales Recht umgesetzt. Außerdem sind Aufzugsanlagen überwachungsbedürftige Anlagen im Sinne der Betriebssicherheitsverordnung und sind spätestens alle zwei Jahre durch eine zugelassene Überwachungsstelle zu prüfen. Die allgemein als Hauptprüfung bezeichnete wiederkehrende Prüfung findet spätestens alle zwei Jahre statt; zwischen zwei Hauptprüfungen ist aber nach wie vor eine Zwischenprüfung Vorschrift. Insofern beträgt der Prüfzyklus etwa zwölf Monate. In Österreich ist Aufzugsrecht nicht nationales Recht, sondern auf Bundesländerebene geregelt. Demnach gibt es in Österreich neun Aufzugsgesetze bzw. -verordnungen innerhalb vom Baurecht (Wiener Aufzugsgesetz 2006, NÖ Aufzugsordnung 1995, Vorarlberger Aufzugsverordnung etc.). In Wien sind alle Aufzüge zur Personenbeförderung alle 12 Monate zu prüfen und solche mit nur einem Tragseil alle sechs Monate.
In Wien blieb die Anzahl der Unfälle von 1951 bis 1996 bei immer mehr bestehenden Anlagen gleich, die Wahrscheinlichkeit für einen Unfall hat sich damit verringert. Ab 1997 drehte sich der Trend plötzlich um. Es ergaben sich nach Evaluierung zwei Erklärungsansätze:
- Einerseits sind immer mehr Aufzugsanlagen auf einem zeitgemäßen hohen Standard und die Menschen dadurch nicht mehr mit den spezifischen Gefahren von alten Aufzugsanlagen vertraut.
- Andererseits ist die heutige Gesellschaft klagefreudiger geworden. Personen, die einen Schaden erlitten haben, erheben wesentlich öfter Anspruch auf Schadensersatz. Die Versicherungen (Krankenkasse) ihrerseits versuchen, Kosten, welche im Zusammenhang mit Unfällen entstehen, entsprechend dem Verursacherprinzip einzufordern.

### Sicherheitskonzept
Aufzüge sind heute aufgrund hoher Sicherheitsanforderungen mit einem Sicherheitssystem versehen, das Abweichungen vom Normalbetrieb, wie z. B. zu hohe Geschwindigkeiten oder gar ein Abstürzen der Aufzugkabine, selbst dann verhindert, wenn alle Tragseile reißen sollten.
Zudem sind die Aufzugkabinen in seilaufgehängten Konstruktionen durch mehrere, üblicherweise drei bis zehn, parallel laufende Seile aufgehängt. Die Seile sind derart dimensioniert, dass der Bruch eines oder mehrerer Seile nicht zum Bruch des gesamten Seil-Sets führt. Die Seile sind bis 1999 mit 14-facher und seit dem 1. Juli 1999 mit 12-facher Sicherheit bei mindestens drei Seilen ausgelegt. Bei einem Aufzug mit nur zwei Tragseilen ist gemäß EN 81-1 eine 16-fache Seilsicherheit erforderlich. Das heißt, dass ein Aufzug ohne Weiteres mit nur einem Seil den beladenen Fahrkorb sicher halten könnte. Dies gilt für Aufzüge, bei denen eine Personenbeförderung erlaubt ist, also lediglich Personen- und Lastenaufzüge. Bei reinen Güteraufzügen ist die erforderliche Seilsicherheit geringer.
Personenaufzüge, die sich auf dem neuesten Stand der Technik befinden, verwenden keine klassischen Seile mehr, sondern werden anstelle dieser von mehreren (z. B. drei) flachen, innen mit vielen dünnen, parallelen Stahlseilen versehenen Riemen bewegt. Die Steuerungselektronik überwacht ständig den elektrischen Innenwiderstand jedes Riemens. Wird hier eine Veränderung oder stärkere Abweichung registriert, die auf eine Riemenbeschädigung hinweisen kann, wird der Aufzug unverzüglich kontrolliert bei der nächsten Aussteigestelle angehalten, die Türen öffnen sich und es wird automatisch eine Störungsmeldung abgesetzt.
Wichtig ist auch, dass die Treibfähigkeit des Systems Seil/Treibscheibe richtig ausgelegt ist. Bei zu hoher Treibfähigkeit kommt es zu übermäßigem Verschleiß der Seile. Bei zu niedriger Treibfähigkeit können die Seile durchrutschen (Schlupf), so dass der Fahrkorb nicht ordnungsgemäß anfahren, abbremsen oder auf seine normale Fahrgeschwindigkeit kommen kann. Unter Umständen kommt der Fahrkorb dann nicht exakt auf Stockwerkshöhe, sondern zwischen den Stockwerken zum Stehen; schlimmstenfalls rutscht der Fahrkorb langsam bis auf den unteren oder oberen Endpunkt hinauf oder hinunter, je nachdem ob der Fahrkorb oder das Gegengewicht schwerer ist.
Eine zu schnelle Fahrt bis hin zum Auf- oder Absturz der Kabine wird über einen Geschwindigkeitsbegrenzer verhindert. Bei Überschreitung eines Grenzwertes wird elektronisch der Antrieb abgeschaltet und mechanisch die Kabine zum Stillstand gebremst. Diese Sicherheitsvorrichtung ist unabhängig von anderen Betriebsteilen des Aufzugs und funktioniert mechanisch, also selbst bei einem Stromausfall.
Die Vorrichtung besteht meistens aus einer Seilschlinge, die zwischen je einer Umlenkrolle am unteren und oberen Schachtende verläuft, und einer Fangvorrichtung, die an der Aufzugkabine befestigt ist. Die Fangvorrichtung besteht üblicherweise aus Fangkeilen, die die Führungsschienen umgreifen und im Falle der Auslösung verkeilen. Mit einer Bewegung der Aufzugkabine werden über die Seilschlinge die Umlenkrollen am oberen und unteren Ende des Schachtes in Drehung versetzt. Eine der Umlenkrollen ist mit einer fliehkraftgesteuerten Anordnung versehen, die auslöst, sobald sich die Umlenkrolle zu schnell dreht. Bei Auslösung wird der Aufzugmotor abgeschaltet. Unabhängig davon blockiert sich die Umlenkrolle in ihrer Drehung und stoppt damit den Seillauf. Bewegt sich die Kabine dann noch weiter, zieht das nun unbewegliche Seil die Fangkeile an der Kabine zusammen, bis der Aufzug steht. Das Abbremsen der Kabine durch die Bremsfangvorrichtung darf eine Verzögerung von 1g (einfache Erdanziehungskraft) nicht überschreiten.
Bei hydraulischen Aufzügen, die direkt angetrieben sind, bei denen also keine Seile nötig sind, wird direkt an dem Anschluss des Zylinders eine Rohrbruchsicherung eingebaut. Diese verhindert mit einem vorgespannten Rückschlagventil, dass sich die Kabine zu schnell nach unten bewegt.

### Notruf
Betriebsstörungen von Personenaufzügen können dazu führen, dass die Fahrkorbtüren sich nicht öffnen lassen, z. B. beim „Steckenbleiben“ zwischen zwei Stockwerken. Die im Fahrkorb eingeschlossenen Personen haben in der Regel keine Möglichkeit, sich selbst zu befreien. Daher ist eine Notruftaste im Fahrkorb vorhanden, die den Aufzugswärter verständigen soll. Bei vielen Aufzügen, die vor 1999 errichtet wurden, löst die Notruftaste jedoch lediglich eine Hupe oder Klingel im oder am Aufzugsschacht aus, die auf eingeschlossene Personen aufmerksam machen soll. Daher ist es nicht zwingend sicher, ob der Notruf wirklich gehört wird, zumal Passanten das Geräusch eventuell nicht gleich richtig zu deuten wissen. Diese Ausführung ist heutzutage nicht mehr zulässig, bereits vorhandene und neue Aufzüge müssen mit einem wirksamen Zweiwege-Kommunikationssystem ausgestattet sein.
Nach dem Wiener Aufzugsgesetz sind gestaffelt nach Baujahr bis März 2012, allerspätestens März 2013 alle Aufzüge mit einer geeigneten Notrufeinrichtung zu versehen. Die mit der Notbefreiung beauftragte Person hat innerhalb von 30 Minuten den Ort des Geschehens zu erreichen. Wenn eine Aufzugsanlage 24 Stunden am Tag in Betrieb ist (wie bei Wohnhäusern üblich), müssen mindestens zwei Aufzugswärter vorhanden sein. Dies bedeutet einen zwingenden Umbau älterer Anlagen, wenn nicht sichergestellt ist, dass während der Betriebszeit jederzeit ein Aufzugswärter erreichbar ist. Grundlage ist die Norm EN 81-80: Sicherheitsregeln für die Konstruktion und den Einbau von Aufzügen – Bestehende Aufzüge – Teil 80: Regeln für die Erhöhung der Sicherheit bestehender Personen- und Lastenaufzüge.

### Innentüre und Anhaltegenauigkeit
Neue und umgebaute Aufzüge, ausgenommen Kleinlastenaufzüge, brauchen nach der Norm EN 81 jetzt grundsätzlich Kabinenabschlusstüren / Innentüren.
Neben dem Einziehen von Gliedmaßen ist eine Ursache für viele schwerste Unfälle verkeiltes Ladegut. Dies sind mitbeförderte starre Gegenstände, die an der vorbeiziehenden Außenwand so ankommen oder umfallen, hängenbleiben, sich verkeilen und dadurch immer mehr Raum beanspruchen. Menschen können zwischen dem Gegenstand und der Kabinenwand und/oder der Kabinendecke erdrückt werden. Der Gegenstand kann beispielsweise auch ein Möbelstück, ein Kinderwagen, ein Altpapiercontainer oder eine Sackkarre sein.
Nach vielen schweren Unfällen mit teilweise tödlichem Ausgang mussten bestehende Lastenaufzüge in Deutschland oftmals zumindest mit Lichtvorhängen als Sicherung nachgerüstet werden. Grundlage ist die Norm EN 81-80 zur Erhöhung der Sicherheit. In Wien lag in den Jahren 1994 bis 2003 der Anteil an gemeldeten Unfällen mit türlosen Fahrkorböffnungen mit über 19 % an dritter Stelle. Gestaffelt nach Baujahr mussten hier bis spätestens 2013 alle – auch bestehende Anlagen und Personenaufzüge – mit einer Innentüre ausgestattet werden, wobei es von der Stadt finanziell gefördert wird. Der Wert der betreffenden Unfälle hat sich bis 2009 auf 9 % verringert. (Gleichzeitig haben sich die Meldungen von Einklemmen bei automatischen Fahrkorbtüren verdoppelt und führen die Statistik mit 39 % an, jedoch kommt es dort in der Regel zu weniger schweren Verletzungen wie eingeklemmten Fingern und Blutergüssen.) Auch in Genf ist eine Nachrüstung Pflicht.
Etwa 20 % der Unfälle sind auf ungenaues Anhalten der Kabine zurückzuführen, so dass eine Stufe entsteht. Es besteht dabei Sturzgefahr und die Möglichkeit von Knochenbrüchen oder anderen schweren Verletzungen. Die Stufe entsteht vor allem bei einstufigen, ungeregelten Antrieben, bei denen nach Abschalten des Motors die Bremse aus voller Fahrt wirkt. Die Bremswirkung ist jedoch je nach Beladung, Bremszustand und aktueller Lufttemperatur unterschiedlich. Bei mehrstufigen Antrieben wird kurz vor dem Haltepunkt auf eine langsamere Geschwindigkeit geschaltet. Auch hier sind in Wien und Genf verpflichtende Umbauten von Altanlagen vorgesehen.

## Umwelt
Gesamthaft betrachtet verbrauchen die Aufzugsanlagen mehr Energie beim Stillstehen und Warten als beim Auf- und Abfahren: Nahezu 60 % des Stroms geht unbenutzt verloren, da die Steuerung und die Außentableaus kontinuierlich unter Spannung stehen – und auch, da viele Aufzugsanlagen nicht mit einem Lastmesssensor ausgerüstet sind und deshalb beleuchtet bleiben, auch wenn sich niemand darin aufhält. Um 1960/1970 entstandene Lifte in Wohnblocks hatten typisch eine Deckenleuchte mit 1–2 Glühbirnen je etwa 40 Watt elektrisch, die nur leuchteten, wenn eine Person im Aufzug stand und mit dem Körpergewicht den Boden gegen Federn einige Millimeter weit nach unten drückte und damit einen Druckschalter betätigte. Eine ähnliche Schaltung gab es auch in damals noch hölzernen Telefonzellen. Später wurden Liftkabinen mit mehreren oder flächigeren Leuchten auf Basis effizienterer Leuchtstoffröhren doch zumeist auf Dauerlicht umgestellt. Wegen der Zulassung als technische Anlage können Nutzer nicht ohne Weiteres das Leuchtsystem modernisieren. Glühlampen alter Lifte können eventuell mit Kleinspannung von etwa 24 Volt gespeist sein.

## Rekordanlagen

### Die schnellsten und längsten Aufzüge
| Name                               | Geschwin- digkeit                | Länge    | Lage                                | Konstrukteur                 | Baujahr   | Kommentar |
| ---------------------------------- | -------------------------------- | -------- | ----------------------------------- | ---------------------------- | --------- | --- |
| Shanghai Tower                     | 18 m/s                           | 578,5 m  | China, Shanghai                     | Mitsubishi Electric Elevator | 2014      | |
| Citic Tower                        |                                  | 528 m    | China, Peking                       | Kone                         | 2018      | Durch die schnellen Verbindungen im Gebäude wurden während des Baus 320.000 Arbeitsstunden gespart. |
| Burj Khalifa                       | 10 m/s                           | 504 m    | Vereinigte Arabische Emirate, Dubai | Otis Elevator Company        | 2009      | Schnellster Doppeldeckeraufzug der Welt mit 10 m/s |
| Chow Tai Fook Centre               | 20 m/s                           | 440 m    | China, Guangzhou                    | Hitachi                      | 2016      | Schnellster Einkabinenaufzug der Welt |
| John Hancock Center                | 9 m/s                            | 344 m    | USA, Chicago                        | Otis Elevator Company        | 1969      | |
| Sunshine 60 Building               | 10 m/s                           | 240 m    | Japan, Tokio                        | Mitsubishi Electric Elevator | 1978      | |
| Shanghai World Financial Center    | 10 m/s                           | 492 m    | China, Shanghai                     | ThyssenKrupp Elevator        | 2008      | |
| China World Trade Center Tower III | 10 m/s                           | 330 m    | China, Peking                       | Schindler                    | 2009      | |
| Yokohama Landmark Tower            | 12,5 m/s                         | 296 m    | Japan, Yokohama                     | Mitsubishi Electric Elevator | 1993      | |
| Kollhoff-Tower                     | 8,65 m/s                         | 90 m     | Deutschland, Berlin                 | ThyssenKrupp Elevator        | 1999      | schnellster Personenaufzug Europas |
| Olympiaturm München                | 7,00 m/s                         | 182 m    | Deutschland, München                | Haushahn                     | 1968      | Fahrzeit zur Aussichtsplattform: 27 Sekunden; 0–7 m/s: 4,5 s |
| Florianturm Dortmund               | 4 m/s                            | 151,55 m | Deutschland, Dortmund               | Schindler Aufzüge            | 1959      | Fahrzeit zur Aussichtsplattform: 40 Sekunden |
| Augustinum Mölln                   | 2,5 m/s                          | 115 m    | Deutschland, Mölln                  | Hütter-Aufzüge               | 2001      | Hochgeschwindigkeitsschrägaufzug |
| Europaturm Frankfurt               | 6 m/s                            | 240 m    | Deutschland, Frankfurt am Main      | Schindler Aufzüge            | 1978      | Besucherplattform seit 1997 geschlossen |
| Panoramaaufzug Fajã dos Padres     | 1 m/s                            | 250 m    | Portugal, Madeira                   | ?                            | ?         | Höchster öffentlicher Außenlift Europas |
| Fernmeldeturm Nürnberg             | 6,3 m/s                          | 193 m    | Deutschland, Nürnberg               | Schindler Aufzüge            | 1979      | Besucherplattform geschlossen |
| Hammetschwand-Lift                 | 3,15 m/s                         | 152,81 m | Schweiz, Bürgenstock                | Schindler Aufzüge            | 1905/1990 | Höchster freistehender öffentlicher Außenlift Europas |
| Jin-Mao-Gebäude                    | 9 m/s                            | 340 m    | China, Shanghai                     | Mitsubishi Electric Elevator | 1997/1998 | |
| Stuttgarter Fernsehturm            | 5 m/s                            | 150 m    | Deutschland, Stuttgart              | Haushahn                     | 1956/2003 | Erster Fernsehturm (seiner Art) der Welt |
| Taipei 101                         | 16,8 m/s aufwärts 10 m/s abwärts | 448 m    | Taiwan, Taipeh                      | Kone                         | 2004      | Gebaut von Toshiba |
| Post Tower                         | 6 m/s                            | 156 m    | Deutschland, Bonn                   | Schindler Aufzüge            | 2001      | Zielrufsteuerung Miconic 10; 20 Aufzüge, davon sechs für die Fahrt vom EG bis 21. Stockwerk, sechs für die Fahrt vom EG bis zum 41. Stockwerk. Die Personenaufzüge und deren Aufzugsschächte sind vollverglast. |
| Donauturm                          | 6,1 m/s                          | 213,5 m  | Österreich, Wien                    | Kone                         | 1964      | Im Jahr der Eröffnung schnellster Expressaufzug Europas. Bei starkem Wind und Turmschwankungen fährt er mit reduzierter Geschwindigkeit, damit sich die Seile nicht ineinander verheddern.                      |
| CN Tower                           | 6 m/s                            | 351 m    | Kanada, Toronto                     | Otis Elevator Company        | 1976      | Höhe des Turms 553 m, In 58 s bis zur ersten Aussichtsplattform in 342 m Höhe. Eine Glaswand gibt während der Fahrt den Blick nach draußen frei.                                                                |
| Bailong Elevator                   |                                  | 326 m    | China, Wulingyuan-Gebiet            |                              | 1999–2002 | Outdoor-Fahrstuhl |

### Die kleinsten Aufzüge
- Der kleinste Personenaufzug Europas befindet sich in einem Privathaus in Kopenhagen. Es handelt sich um eine Sonderanfertigung von Hiro Lift mit einer Kabinenbreite von 69 cm und einer Tiefe von 61 cm. Die Grundfläche beträgt somit lediglich 0,42 m². Der Aufzug fährt Haltestellen auf vier Etagen an und ist für die Beförderung von nur einer Person oder Lasten bis zu 150 kg zugelassen.[49]
- Der schmalste Personenaufzug Deutschlands mit 52 cm Breite ist in einem Wohnhaus im Hamburger Stadtteil St. Georg.[50]

## Die größten Aufzugshersteller der Welt
- Kone
- Otis Elevator Company
- Schindler Aufzüge
- TK Elevator

Im Jahr 2007 verhängte die EU-Kommission über fünf große Hersteller eine Strafe in Höhe von 992 Millionen Euro. Die Unternehmen hatten Preisabsprachen getroffen und damit gegen das Kartellrecht verstoßen. ThyssenKrupp musste 479,7 Millionen Euro, Otis 225 Millionen, Kone 142 Millionen, Schindler 143,7 Millionen und eine Mitsubishi-Tochter 1,8 Millionen Euro bezahlen. Dies war die bis dahin höchste Strafe, die die EU-Kommission verhängt hatte (siehe auch Liftkartell).

### Testanlagen

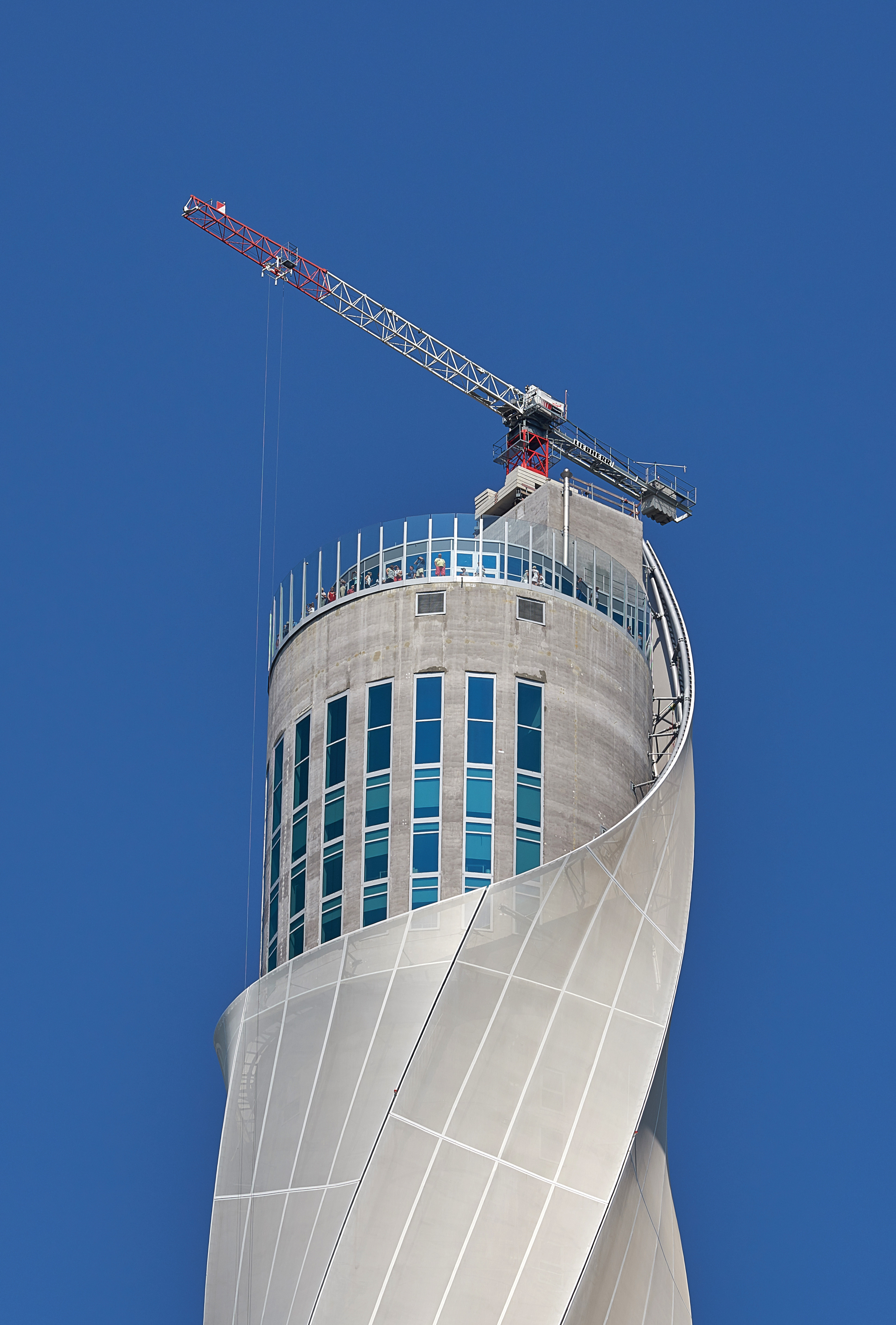
Thyssenkrupp-Testturm

Es gibt Türme für Forschung und Tests von Aufzügen und Aufzugskomponenten. Solche Testtürme werden analog wie Gebäude (Wolkenkratzer, Türme aller Art) ebenfalls immer höher gebaut. Der höchste Testturm ist zurzeit ein Testturm von Thyssenkrupp im chinesischen Zhongshan mit 248 Meter; der zweithöchste mit 246 Metern ist der Thyssenkrupp-Testturm im baden-württembergischen Rottweil.
In die umgekehrte vertikale Richtung gibt es Testschächte in aufgelassenen Bergwerken. Der längste derartige Testschacht der Welt geht 333 m in die Tiefe, den die Firma Kone in Finnland betreibt. Unter anderem werden dort Tests der aktuell zweitschnellsten Aufzüge der Welt mit bis zu 17 m/s (etwa 61 km/h) durchgeführt.

## Messen
Die interlift findet als Weltleitmesse für Aufzugtechnik alle zwei Jahre in Augsburg statt. Bei der interlift im Jahr 2013 präsentierten sich insgesamt 515 Aussteller aus 40 Ländern (bei einem Auslandsanteil von 70 Prozent) auf einer Bruttofläche von 48.000 m² dem Fachpublikum. 18.918 Besucher bei einem Auslandsanteil von 54 Prozent bedeuteten einen neuen Rekordwert für die Messe.

## Kabinenausstattung
Kabinen waren ehemals aus Holz und mit vertikalen Zugstäben und horizontalen Trägern aus Stahl aufgebaut. Die Innenverkleidung war fast immer furniertes Holz oder Spanplatte.
Personenlifte waren ab 1950 meist an der Stirnwand mit einem hochformatigen 40 × 80 cm Spiegel versehen, damit Nutzer ihr Aussehen kontrollieren und damit auch die Fahrzeit besser nutzen konnten. Der Spiegel vergrößerte auch die sichtbare Größe der engen Kabine auf das Doppelte. Der Spiegel wurde im Laufe der Jahrzehnte größer, bis dass er die ganze Rückwand bedeckte. Eine Verspiegelung mehr als einer Seite kommt kaum vor, weil dies die Lageorientierung des Nutzers verschlechtert. Eventuell gab es einen waagrechten Haltegriff in Hüfthöhe.
Später wurde brennbares Holz aus dem Kabinenaufbau eliminiert und die Innenseite mit Blechpanelen, Stahl lackiert oder später NiRo – auch geprägt, verkleidet.
Der Spiegel nimmt oft die ganze Breite der Kabine ein, eventuell auch die gesamte Höhe; durch den Spiegel wirkt die Kabine geräumiger, was für Menschen mit Klaustrophobie vorteilhaft ist. Zudem greift der Hawthorne-Effekt: Menschen verändern ihr Verhalten, wenn sie beobachtet werden – wenn auch nur von sich selbst; Aufzugkabinen mit Spiegel werden weniger beschädigt und beschmutzt als Kabinen ohne. Zudem wird die Sicherheit erhöht, weil man im Spiegel leichter sieht, wenn eine fremde Person in die Tasche einer anderen Person greift.
In Kaufhäusern wurden Glastüren und auch zwei bis drei Glaswände seitlich üblich. Dann verläuft rundum eine Reling zum Festhalten und auch als optischer Anker für den Gleichgewichtssinn. Einkaufswagen werden damit und durch eine weitere Reling 15 cm über dem Boden vom Anstoßen am Glas abgehalten.
Aufzüge für Lasten oder in Baumärkten sind häufig schlicht blechverkleidet.
Von Hand zu öffnende Drehtüren mit federndem Türschließer hatten ehemals ein schmales 1:6-hochformatiges Drahtglasfenster für Sichtkontakt von Nutzern innerhalb und außerhalb eingesetzt. Mit dem Einsatz von Lamellentüren aus Blech verschwanden diese Fenster.
Der Boden war früher mit Linoleum ausgelegt. Die ersten 5 cm des Kabinenbodens waren oft mit einer oben gerillten Aluleiste verstärkt, die häufig den Namen des Liftherstellers präsentierte, etwa „Wertheim“ im ovalen Rand, vermutlich aus Aluguss. Heute liegt typischerweise ein genoppter strapazierfähiger Kunststoffbelag in der Kabine.
Solange die Kabinen keine Innentüren hatten, waren die Schachttüren, der Türrahmen und die Schachtwand darüber und darunter möglichst glatt ausgebildet – letztere gemauert, verputzt und verspachtelt oder verblecht. Das Fensterglas trat nur um etwa 3 mm Blechdicke zurück, Schrauben waren versenkt. An der Türinnenseite diente eine etwa 15 × 25 cm große eloxierte Aluplatte als Drückstelle, um den Lack zu schonen. Die Kanten der etwa 2,5 mm dicken Platte waren grifffreundlich angefast. Wenn nicht diese Platte selbst groß Buchstaben oder Zahl des Geschosses eingefräst und schwarz lackiert aufwies, dann trug die Schachttüre mittig in Kopfhöhe, ein Stück über dem Fenster ein Alu-Selbstklebeschild mit derselben Information, die man für die vertikale Orientierung im Haus benötigt.
Liftschachttüren zum händischen Öffnen hatten außen lange Zeit einen L-Griff aus poliertem Aluguss oder ein vertikal montiertes Alurohr zum Aufziehen gegen die Federkraft eines Türschließers. Lastenlifte hatten mitunter 2 breitere Türflügel und keinen Türschließer, dafür fiel eine Falle ins Schloss und musste durch einen Drehgriff geöffnet werden.
Zwei oben in den Türrahmen eingelassene Steckkontakte werden klassisch durch zwei Messingstifte am oberen Türeck elektrisch verbunden, um der Steuerung „Tür geschlossen“ zu melden. Die Tür wird dann durch einen Bolzen verriegelt, was ebenfalls durch einen elektrischen Kontakt bestätigt werden muss, bevor die Liftkabine anfahren darf.
Ein Türbolzen kann im Notfall, zweckmässig bei Stromausfall, Fehlfunktion oder Brand, nach Öffnen einer kleinen Blechabdeckung am Türrahmen durch Einsetzen und Drehen eines Dreikantschlüssels gegen Federkraft geöffnet werden. Damit ist es meistens möglich, Personen aus einer dahinter befindlichen Kabine zu befreien. An einer so manuell geöffneten Tür kann Absturzgefahr drohen. Das Dach einer Kabine ist mitunter zu öffnen, um Passagiere mittels einer Leiter auch nach oben via Schacht aussteigen lassen zu können. Sicherheitshalber ist für solche Fälle die Feuerwehr oder ein Lift-Notdienst zu verständigen.
Spätestens mit Einführung der Innentüren folgte eine längliche Anzeigeleiste mit von einzelnen Glühlampen hinterleuchteten Zahlenfeldern innen über der Türöffnung. Später kamen zur Stockwerksanzeige rote und andersfarbige Leuchtdioden-Ziffernsegmentanzeigen und dann kleine grafische Flüssigkristallbildschirme auf. Die Stockwerksanzeige wanderte zum Bedientableau in der Kabine.
Heute werden Lifte eher nicht mehr mit Halt-Knopf oder -Kippschalter ausgestattet, die ein Unterbrechen der Fahrt erlaubten. Ein Alarmknopf wirkt klassisch auf eine Klingel im Haus oder stellt heute nach einer gewissen Mindestdrückdauer von typischerweise 3 Sekunden eine Telefonsprechverbindung mit einem Notdienst her.

## Projekte

### Aufzug ins Weltall
Das Konzept eines Weltraumlifts wurde schon von Konstantin Ziolkowski (1895), Juri Arzutanow (1960) und Arthur C. Clarke (1979) betrachtet. Heute werden solche Projekte auf Grund von Kostenbetrachtungen wieder interessant. Teure Raketenstarts könnten überflüssig werden. Die Transportkosten könnten von derzeit mehreren zehntausend Dollar auf unter 200 Dollar pro Kilogramm Transportgut sinken. Deshalb gibt es auch Wettbewerbe, die unter anderem von der US-amerikanischen Weltraumbehörde NASA mitfinanziert werden. Physikalisch handelt es sich bei Weltraumliften um extrem langgestreckte Gradientensatelliten in einer geostationären Erdumlaufbahn.
Ein Seil verbindet eine auf der Erdoberfläche befindliche Station mit einer geostationären Raumstation. Die Erdstation ist ein riesiger schwimmender Ponton, an dem unter der Wasseroberfläche das Transportgut geladen wird. Die Gondel hangelt sich 36.000 km an einem sehr dünnen, aber stabilen Seil aus Nanoröhren hoch. Die Entwicklung dieses Seils stellt zurzeit das größte Problem dieses Projektes dar.
Für den ersten Weltraumlift muss zunächst dieses Seil einschließlich eines Gegengewichts mit konventionellen Weltraumtransportern in eine geostationäre Erdumlaufbahn gebracht und von dort zum Erdboden herabgelassen werden. Wenn dieses Seil z. B. nur 10 kg pro km wiegt, geht es also um eine Nutzlast von ca. 500 t. Ein bestehendes Seil könnte dann nach und nach durch kletternde Miniroboter, die z. B. elektrisch angetrieben werden könnten, durch dünne Fäden vom Boden aus verstärkt werden, bis es eine akzeptable Nutzlasttragfähigkeit erreicht. Damit könnten dann auch schwere Lasten, z. B. komplette weitere Weltraumlifte, ohne Raketenantrieb in den Orbit gebracht werden.

### Porta Alpina
Mit der Porta Alpina hätte in der Schweiz der längste Aufzug der Welt entstehen sollen: In der Mitte des Gotthard-Basistunnels – dem längsten Tunnel der Welt – sollte die tiefste Bahnstation mit dem höchsten und schnellsten Lift der Welt entstehen. Zwar wurden Hallen ausgebrochen, doch der Lift per Beschluss von 2012 nicht realisiert.